# Walter Scott
Vous lisez un « bon article » labellisé en 2007.
Pour les articles homonymes, voir Walter Scott (homonymie) et Scott.
Œuvres principales
- La Dame du lac
- Waverley
- Rob Roy
- Le Cœur du Midlothian
- Ivanhoé
- La Fiancée de Lammermoor
- le Lai du dernier ménestrel
- Quentin Durward

Walter Scott (Sir Walter Scott, 1er baronnet) est un poète, écrivain et historien écossais et anglais né le 15 août 1771 à Édimbourg et mort le 21 septembre 1832 à Abbotsford.
Walter Scott a été une grande figure du romantisme et nombreuses de ses œuvres sont connues et utilisées encore aujourd'hui pour transporter ces romans dans le monde entier. Il a pourtant failli faire faillite en 1805 a cause de conflits familiaux.
Avocat de formation, amateur d'antiquités, il parcourt d'abord l'Écosse, à la recherche de son passé. Au tournant des XVIIIe et XIXe siècles, il se lance dans la littérature, publiant des textes anciens (Sir Tristrem) ou appartenant à la tradition populaire (dans Les Chants de ménestrels de la frontière écossaise) ainsi que des poèmes de son cru, comme La Dame du lac. Puis, devant la gloire montante de Lord Byron, il se tourne vers le roman écossais (Waverley), avant d'évoluer vers le roman historique, avec Ivanhoé (1819) et Quentin Durward (1823).
C'est l'un des plus célèbres auteurs écossais avec David Hume de Godscroft, Adam Smith, Robert Burns ou Robert Louis Stevenson. Il est également, avec Wordsworth, Coleridge, Byron, Shelley ou Keats, l'une des plus illustres figures du romantisme britannique. Il est aussi un des représentants du roman historique, il a contribué à forger une image romantique de l'Écosse et de son histoire. C'est à lui, notamment, que l'on doit le retour de l'usage du tartan et du kilt,, dont le port avait été interdit par une loi du Parlement en 1746.

## Biographie

### Jeunesse

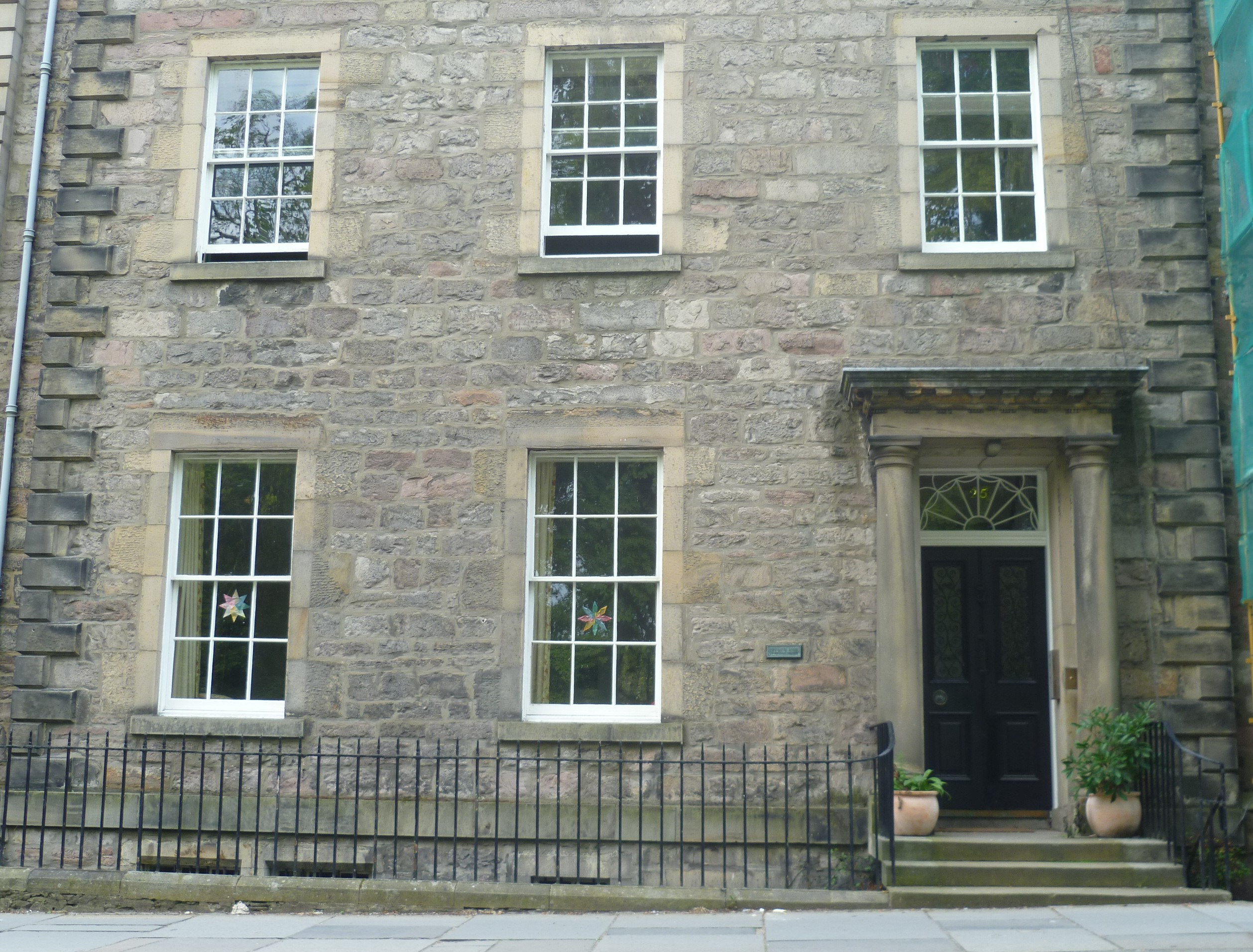
Demeure des Scott, à George Square (Édimbourg), où l'auteur vécut de 4 à 26 ans (entre 1775 et 1797), avant de déménager à Castle Street, dans New Town.

La famille de Walter Scott appartient à une branche cadette du clan Scott, qui est installé dans la région frontière de l'Écosse et dépend de la Maison de Buccleuch. Le père de l'écrivain, Walter Scott (1729–avril 1799), est un bourgeois d'Édimbourg, qui a acheté la charge de Writer of the Signet (c'est-à-dire procureur, pour la France de l'Ancien Régime) en 1755. Sa mère, Anne Rutherford, est la fille aînée de John Rutherford, professeur de médecine à l'université. Elle descend des Haliburton de Newmains, qui disposent du droit héréditaire d'être inhumé dans l'abbaye de Dryburgh. Marié en avril 1758, le couple a douze enfants. Les quatre fils aînés meurent dans l'enfance : Robert, né le 22 août 1760, John, né le 28 novembre 1761, Robert, né le 7 juin 1763 et Walter, né le 30 août 1766. C'est également le cas de deux filles : Anne, née le 10 mars 1759, et Jean, née le 27 mars 1765. Viennent ensuite Robert, né en 1767, qui sert un temps dans la marine avant d'écrire des vers et des histoires d'aventures, et de mourir aux Indes, célibataire ; John, né en 1768, qui deviendra major dans l'armée et mourra à Édimbourg le 8 mai 1816 ; Anne, née en 1770, qui mourra le 19 mai 1801, après avoir été infirme toute sa vie ; Thomas, né en 1774, qui sera trésorier payeur d'un régiment de l'armée et mourra au Canada le 14 février 1823 en laissant un fils et deux filles ; Daniel, né en 1775, qui mourra dans le déshonneur à Édimbourg le 20 juillet 1806. Walter, le septième enfant, naît le 15 août 1771 à Édimbourg dans les vieux quartiers (College Wynd), assez malsains,,,.

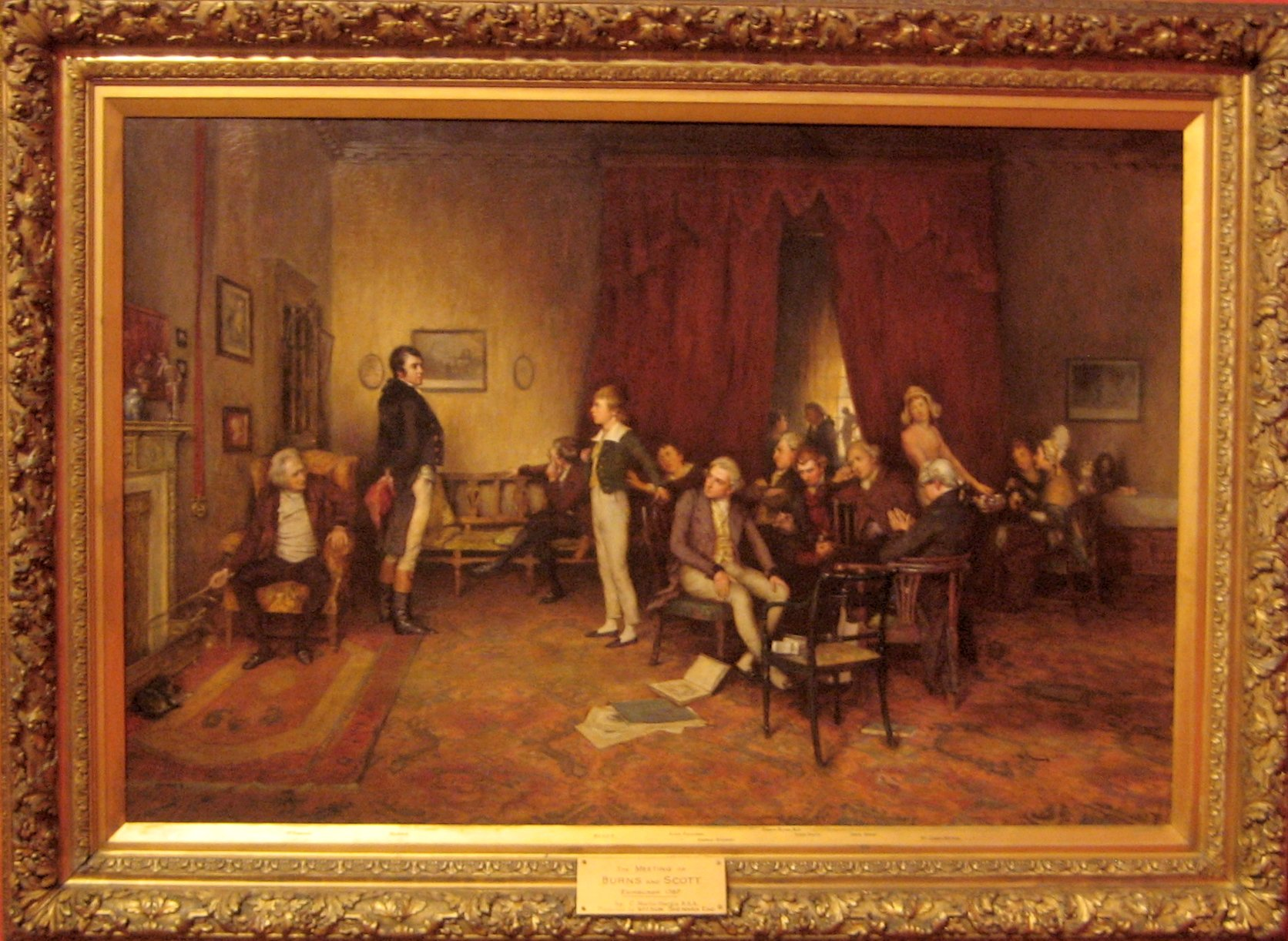
La Rencontre de Burns et de Scott, peinture à l'huile de Charles Hardie, 1893 (Dunedin Public Art Gallery).

En 1772, alors qu'il est âgé de huit mois, il contracte vraisemblablement la poliomyélite, confondue avec une fièvre liée à une forte poussée dentaire à une époque où cette maladie est encore inconnue de la médecine. Le diagnostic peut être posé de manière rétrospective grâce à la description détaillée que Scott lui-même en a faite. Il gardera comme séquelle définitive une claudication de la jambe droite. Pour le sauver, on l'envoie vivre au grand air chez son grand-père Robert Scott (ancien marin et commerçant de bétail qui a rompu avec les opinions traditionnelles de la famille en devenant, de jacobite, whig et presbytérien) à Sandyknowe, dans le Roxburghshire, où il vit de 1773 à 1775 avec sa grand-mère, sa tante Jenny et une vieille servante, Alison Wilson. Là, il découvre le monde de ses ancêtres, lit son premier poème (une ballade populaire), s'indigne du récit des représailles anglaises de 1745. En 1775–1776, on l'envoie avec sa tante aux eaux de Bath ; au passage, il voit Londres, apprend à lire, son oncle Robert (revenu des Indes) l'emmène au théâtre voir Shakespeare. En 1777, à la mort de son grand-père, il rentre à Édimbourg. De retour à Édimbourg, il fait un nouveau séjour à Sandyknowe, où il visite le champ de bataille de Prestonpans et écoute les récits d'un vieux militaire, Dalgetty (dont le nom apparaîtra dans Une Légende de Montrose). Bien que passionnément jacobite, il souffre des défaites anglaises de la guerre d'Amérique. Chez ses parents, il dévore les livres : les poètes, Shakespeare, les histoires ; sa mère favorise ses goûts littéraires,.

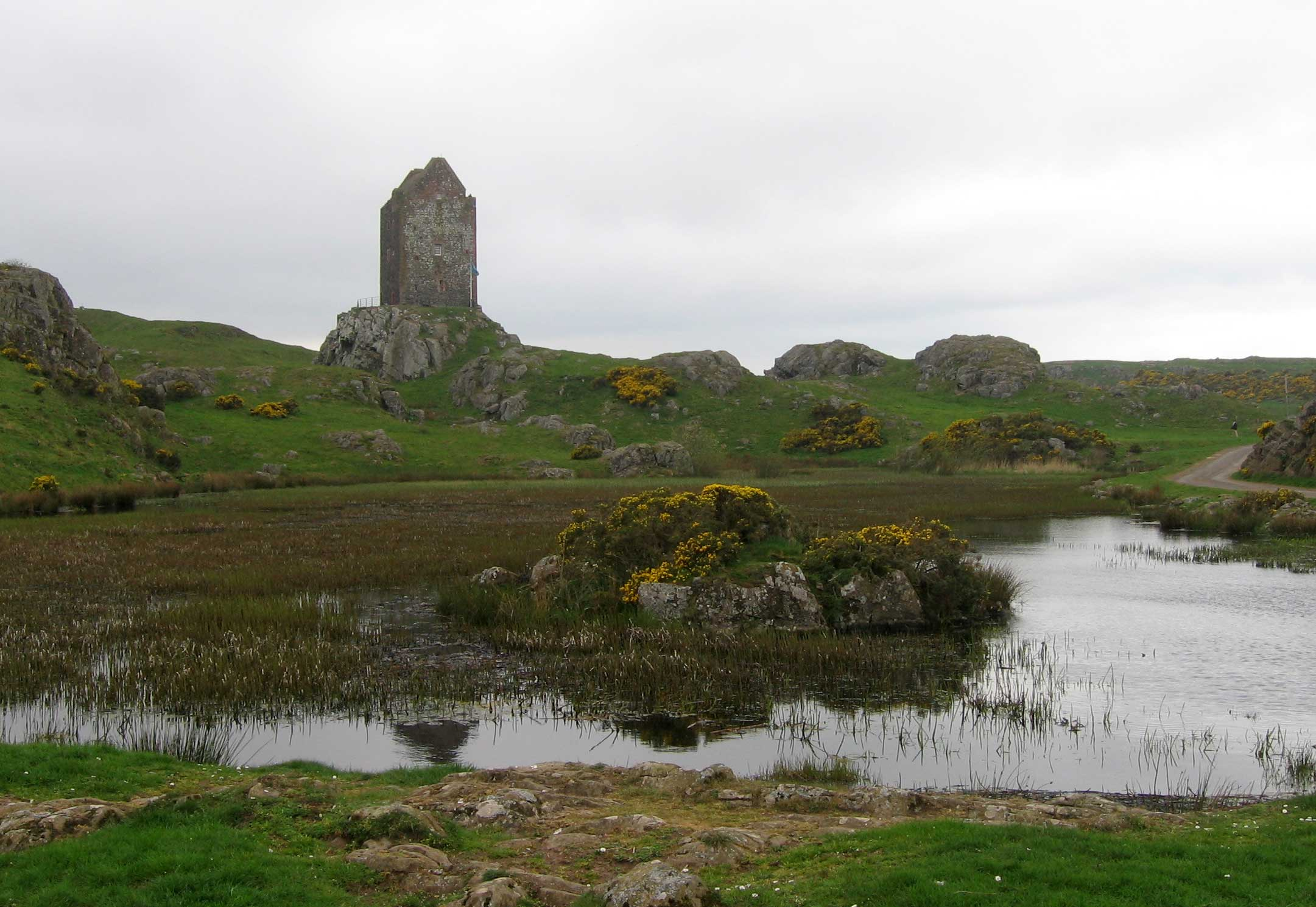
La tour Smailholm, près de la ferme de Sandyknowe, où Scott a passé une partie de son enfance.

De 1779 à 1783, après y avoir été préparé par un professeur particulier, il étudie à la Royal High School d'Édimbourg, où il suit pendant deux ans les cours d'un certain Fraser, surtout réputé pour ses coups de fouet, puis d'Alexander Adam, auteur des Antiquités romaines, qui lui donne le goût de l'histoire. Il manifeste des dons remarquables pour le latin. Il lit énormément : Homère, L'Arioste, Boiardo, Le Tasse, Ossian (qu'il n'aime pas), Spenser, les Reliques of Ancient poetry de Percy (1765), L'Histoire des chevaliers de Saint-Jean de Jérusalem de Vertot (1726), Henry Fielding, Samuel Richardson, Tobias Smollett, des romans gothiques, des livres de colportage, des histoires, des récits de voyage,. En 1783, il passe quelques mois à la campagne avec sa tante et fréquente l'école de Kelso, où il fait la connaissance de James et John Ballantyne,.
Puis, de 1783 à 1786, il étudie le droit à l'université d'Édimbourg. Il a des difficultés avec le grec, suit les cours de Dugald Stewart, s'initie à la logique et à l'histoire. À 13 ans, il entre dans la loge Saint David, la même que celle où son père a été initié en 1755. En mars 1786, son père, qui veut en faire un homme de loi (avocat ou procureur) le prend en apprentissage dans son étude ; Scott déteste cette activité mais se soumet de bon cœur. Une hémorragie interne l'oblige peu après à garder le lit pendant plusieurs semaines. Il continue à lire beaucoup : de l'italien, du français (la bibliothèque bleue, la Bibliothèque des Romans, La Calprenède, Mademoiselle de Scudéry, Joinville, Froissart, Brantôme), de l'espagnol (Cervantes). Quand sa santé s'améliore, avec un de ses compagnons, il commence ses premières excursions historiques autour d'Édimbourg. Il entreprend de copier un recueil de chants populaires, fréquente un collectionneur de vieux livres et de vieux manuscrits, rencontre des hommes de lettres d'Édimbourg (Robert Burns, Adam Ferguson), explore les Highlands avec son père ou des camarades, récolte des anecdotes anciennes ou récentes (sur Rob Roy par exemple) et découvre les sites historiques et pittoresques,.

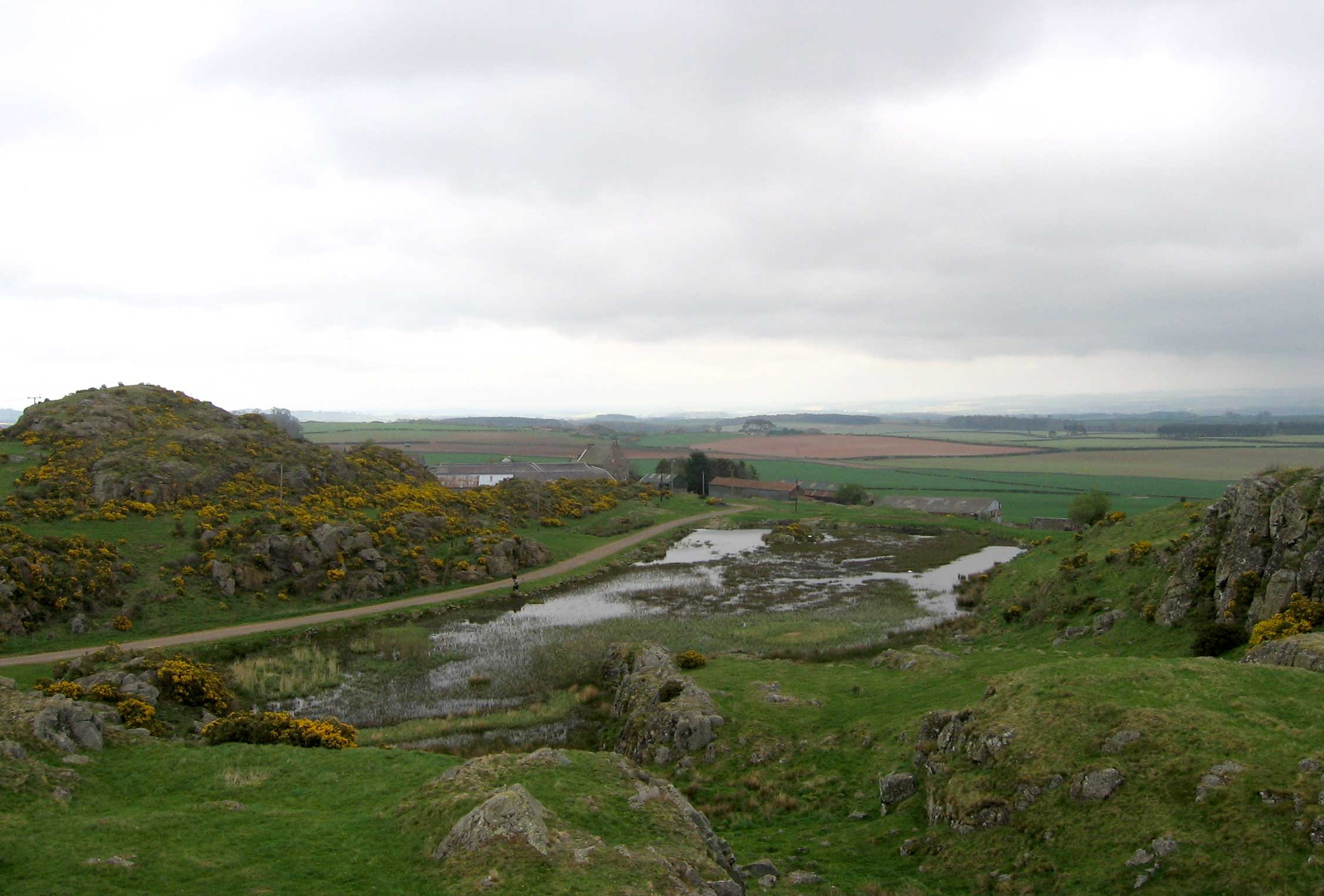
Vue depuis la tour Smailholm, vers l'est, et la ferme Sandyknowe.

De 1789 à 1792, il complète ses études de droit à l'université, où il suit un enseignement de philosophie morale dispensé par Dugald Stewart, d'histoire universelle, de droit civil, de droit écossais (avec David Hume, le neveu du philosophe),. Cette dernière matière l'enthousiasme ; il est fasciné par ce qu'il regarde comme un élément capital de la culture et de la société traditionnelle de l'Écosse, dont l'édifice juridique bâti au cours des siècles garantit son identité. Il noue des amitiés profondes et durables (W. Clerk, Adam Ferguson, le fils du philosophe), adhère à des clubs où il se fait connaître comme « antiquaire » et érudit, explore à cheval, pendant ses vacances, les régions reculées du Border et le Liddesdale, s'initie à tous les aspects du folklore écossais et à tous les vestiges de son histoire nationale. En 1792, à vingt-deux ans, il soutient (en latin) sa thèse de droit, Comment disposer des cadavres des criminels, puis entre au barreau, comme son père, où ses collègues le surnomment malicieusement « Duns Scott » du nom de John Duns Scot, théologien écossais de l'époque médiévale, qui écrivait en latin, et devient avocat en 1792. Entre 1793 et 1795, il s'efforce de gagner des procès et d'augmenter des revenus fort bas,. En même temps, pendant ses vacances, il poursuit ses voyages d'« antiquaire » et de folkloriste, enregistre des anecdotes sur les hauts faits de Rob Roy, visite le château et le site de Craighall (Tully-Veolan, le château du baron de Bradwardine, dans Waverley), ainsi que le château de Glamis, rencontre Old Mortality, dont il se souviendra dans son roman, recueille des ballades perdues et tente même de faire des fouilles. Par ailleurs, opposé à la Révolution française et proche des idées d'Edmund Burke, il participe au maintien de l'ordre et s'engage dans une milice pour lutter contre les partisans des idéaux révolutionnaires en Grande-Bretagne. La protection du duc de Buccleuch lui permet de devenir adjudant,. À cette époque, aussi, il connaît une passion malheureuse pour Williamina Beshes (une jeune fille de cinq ans sa cadette et d'un niveau social nettement plus aisé, qui se laisse aimer avant de s'éprendre d'un autre, William Forbes de Pitsligo, fils d'un banquier avec lequel elle se fiance en octobre 1796) ; Scott, qui se sent trahi, en est très affecté,,,.

### Poète

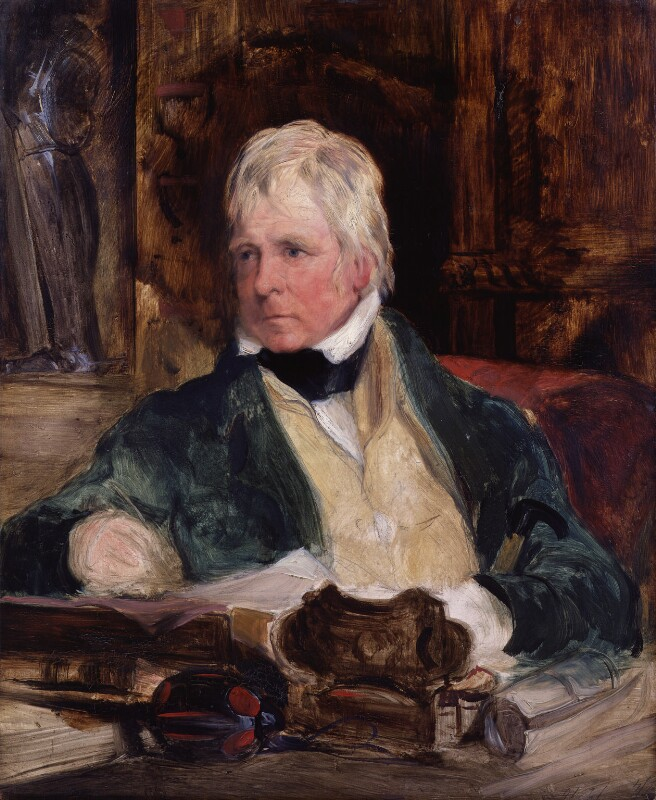
Sir Walter Scott en 1824, portrait par Sir Edwin Henry Landseer.

Dans les années 1790, après des années d'apprentissage entamées à l'époque de la Royal High School d'Édimbourg et divers essais inaboutis, il se lance dans l'écriture. Atteint par la vogue de la poésie allemande, il apprend la langue allemande et traduit (anonymement) des poèmes de Bürger (1796), des drames germaniques (comme Götz von Berlichingen de Goethe en 1799) et des adaptations poétiques.
En 1797, pour répondre à des menaces d'invasion française, se forme à Édimbourg le Royal Edimburgh Volunteer Light Dragoons, dans lequel Scott s'engage avec enthousiasme. Au cours d'un voyage dans le Lake District, près de Cumberland, en compagnie de son frère John et d'Adam Ferguson, il fait la connaissance d'une jeune française émigrée, Charlotte Charpentier (rebaptisée Carpenter), pupille du marquis de Downshire,,,. Le 24 décembre 1797, il épouse à Carlisle la jeune femme, avec laquelle il aura quatre enfants : Charlotte Sophia (née à Édimbourg le 24 octobre 1799), Walter (né à Édimbourg le 28 octobre 1801), Anne (née à Édimbourg le 2 février 1803) et Charles (né à Édimbourg le 24 décembre 1805). Le couple s'installe à Édimbourg, George Street, dans le quartier « moderne », comme les parents de Scott, avant de rejoindre North Castle Street en 1798. L'été, il loue un cottage à Lasswade,. Scott, lié par convictions et par fidélité à l'establishment tory, en particulier à Henry Dundas (futur lord Melville), au duc de Buccleuch et à son fils, se fait nommer en 1799 shériff (une sorte de juge d'instruction itinérant) du comté de Selkirk. Ses fonctions, qui ne l'empêchent pas de travailler au barreau d'Édimbourg, arrondissent ses revenus,.
En 1802, il se fait connaître en publiant trois tomes de ballades écossaises : Les chants de ménestrels de la frontière écossaise, qui regroupent tous les poèmes populaires du sud de l'Écosse qui ont enchanté son enfance, des ballades collectées grâce à un immense travail et des imitations originales de Scott qui travaille sur des manuscrits du Moyen Âge et parcourt le Liddesdale pour écouter des récitants, tout en accomplissant ses devoirs militaires dans le corps des volontaires du Middlothian Yeomenry County. Le livre est publié par James Ballantyne, publicateur d'un journal à Kelso, qui s'installe à Édimbourg. À la même époque, Scott se lie avec le poète populaire Hogg (dit « le berger d'Ettrick ») et avec William Wordsworth,,,.
En 1804, il publie Sir Tristrem, une version (qu'il juge plus pure que les versions continentales) du roman de Tristan dont il a découvert le manuscrit, et qu'il croit de Thomas d'Erceldoune, dit Thomas le Rhymer,,,. Il adapte et achève le manuscrit médiéval. Par ailleurs, à partir de 1803, il collabore à la Revue d'Édimbourg (malgré sa couleur whig), éditée par Archibald Constable et dirigée par Fr. Jeffrey. Pour se rapprocher de Selkirk, il songe d'abord à relever les ruines du château des Scott à Auld Watt, puis loue le domaine d'Ashestiel, qui sera sa demeure d'été pendant de longues années. L'état de ses finances s'améliore avec l'héritage de son oncle Robert Scott.

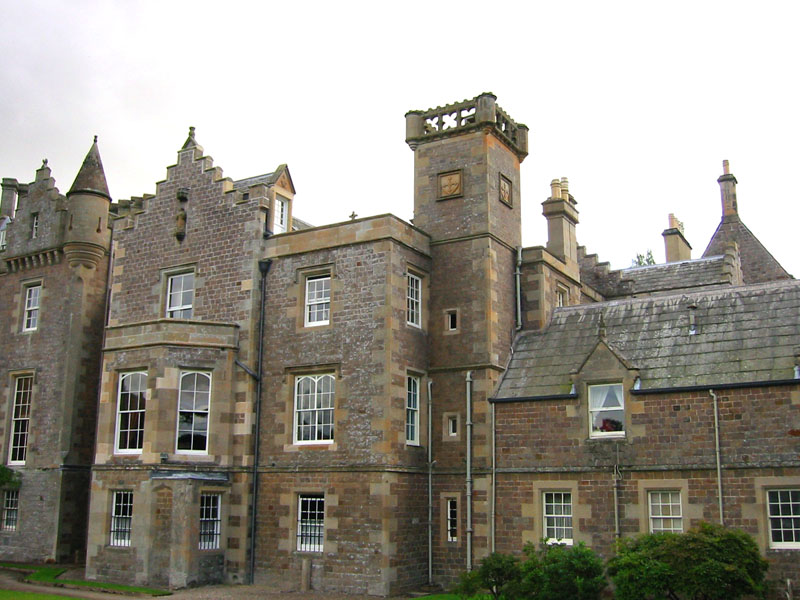
Abbotsford House.

En 1805, Le Lai du dernier ménestrel connaît un grand succès (15 000 exemplaires en 5 ans) et lui apporte la célébrité. Le Premier ministre Pitt l'apprécie hautement. Installé à Ashestiel, entouré de ses chiens, de ses chevaux, servi par Tom Purdie (un ancien braconnier passé devant son tribunal et qui lui sera fidèle toute sa vie), il adopte le style de vie d'un gentilhomme-écrivain, qu'il conservera jusqu'à la fin. Pour garantir ses revenus, et grâce à ses protections politiques, il se fait nommer, en 1806, « Clerk of the Court of Session » (greffier de la Cour Suprême), fonction qui lui demande, six mois par an, cinq à six heures de travail par jour. Mais il n'a pu être nommé que comme successeur d'un titulaire qui continuera à recevoir des émoluments jusqu'à sa mort, et Scott remplira cette fonction sans recevoir de traitement jusqu'en 1812,. En 1805, il s'associe avec Ballantyne, qui recherche des capitaux pour développer son imprimerie et reçoit la moitié des deux tiers des bénéfices de la firme Ballantyne, qui connaîtra des années de grande prospérité. La même année, en décembre, un quatrième enfant, Charles, voit le jour,.

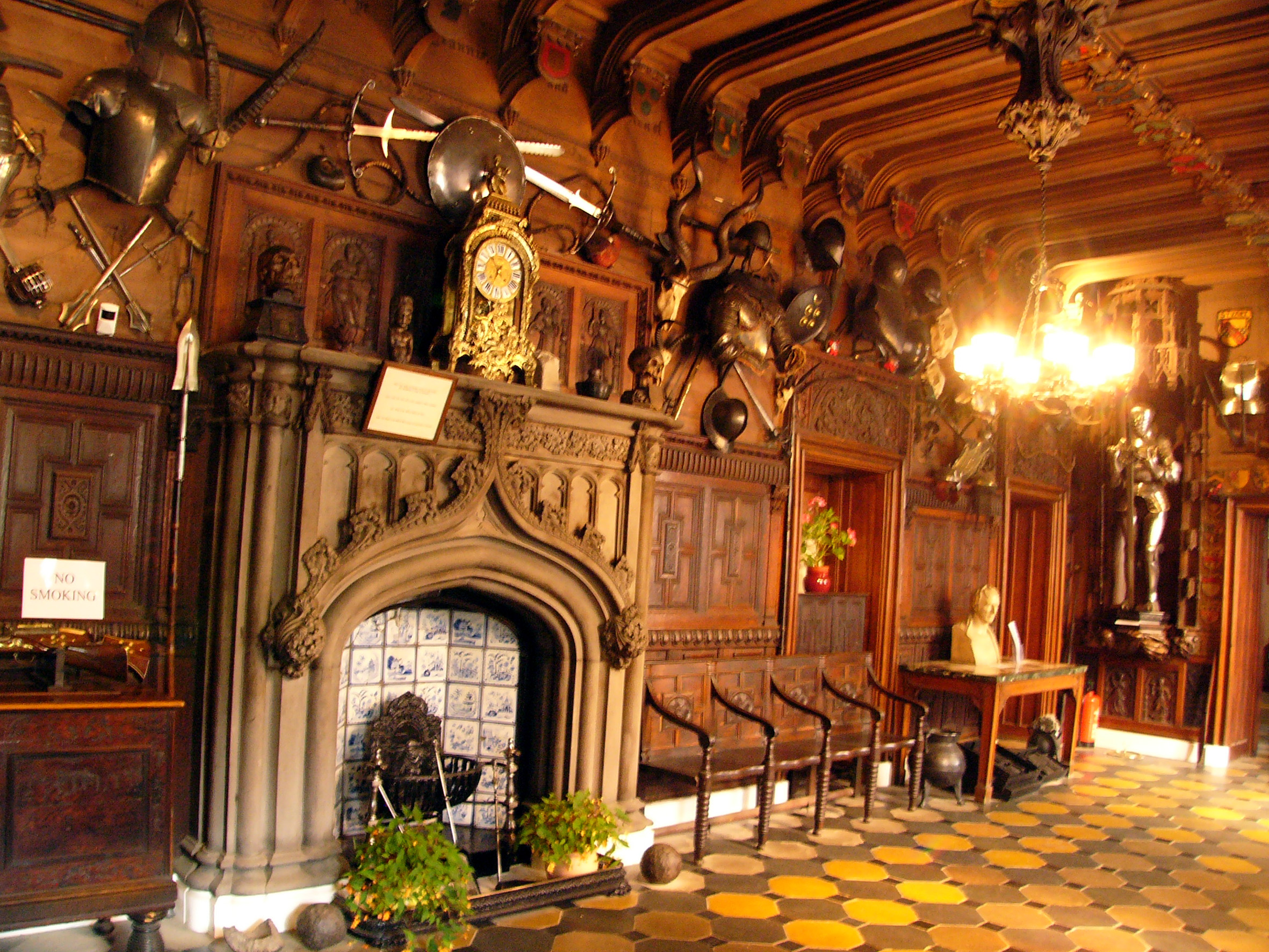
Intérieur d'Abbotsford House.

Entre 1807 et 1810, Scott est à l'apogée de sa gloire comme poète. Il publie Marmion ou la bataille de Flodden Field en 1808, poème narratif dont la stance 17 du chant VI est particulièrement connue ; puis, en 1810, le très populaire La Dame du lac, long poème dont l'intrigue se situe dans les Highlands et qui lui rapporte deux mille guinées ; des passages traduits en allemand deviendront le libretto de l'Ave Maria de Schubert. Quand il va à Londres, il est fêté comme un prince de la mode. Dans le même temps, au prix d'un immense travail, il édite les classiques anglais (ses éditions de Dryden et de Swift sont des monuments d'érudition). Tory fidèle, il rompt avec la Revue d'Édimbourg (une polémique l'oppose à Jeffrey à propos de Fox et de l'intervention anglaise en Espagne) et entre à la Quarterly Review, fondée en 1809, de couleur tory. De même, il abandonne Constable (trop whig) pour s'entendre avec l'éditeur londonien Murray,.
En 1811 paraît La Vision de Rodéric, le dernier roi goth d'Espagne, poème espagnol nourri d'allusions à la politique anglaise et aux victoires en Espagne. La même année, Scott réalise son vœu le plus cher : devenir un laird,. Il achète, pour 150 livres, un cottage de quatre pièces, Cartley Hole Farm, sur les bords de la Tweed, entre Kelso et Melrose, qu'il agrandit et qui deviendra Abbotsford. Immédiatement, il commence des projets d'agrandissement, d'embellissement, d'achats de terres et de plantations d'arbres qui vont l'occuper onze ans,,,.
En 1813, il publie anonymement Rokeby et Les Fiançailles de Triermain,. La firme Ballantyne and Co connaît une grave alerte financière ; Scott dépense beaucoup et l'imprimerie marche mal. Constable accepte de les aider, mais ce n'est pas suffisant, et Scott doit demander au duc de Buccleuch une garantie de 4 000 livres. La même année, il refuse la proposition du Prince-Régent d'être nommé poète lauréat,.

### Le romancier de l'Écosse

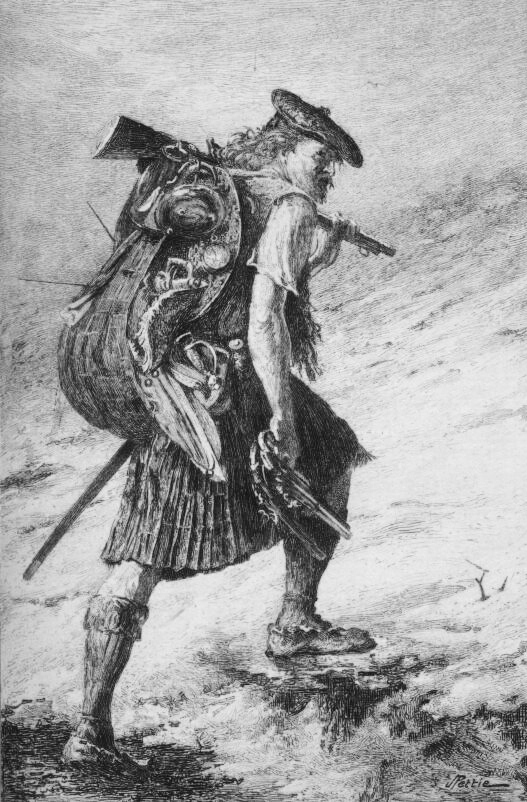
Illustration de Waverley d'après une œuvre de John Pettie (1893).

En 1813, il reprend un roman ébauché en 1805, Waverley, qu'il publie anonymement chez Constable, en juillet 1814. L'ouvrage connaît un immense succès. Dans cet ouvrage, Scott décrit les aventures d'un jeune Anglais qui, par amour pour la fille d'un chef de clan écossais, se retrouve mêlé à la révolte jacobite de 1745. Pendant l'été, il fait le tour de l'Écosse par la mer, d'Édimbourg à Greenock, à bord du yacht de Robert Stevenson (le grand-père du romancier), inspecteur des phares. Par ailleurs, il rédige pour l'Encyclopædia Britannica (reprise par Constable) trois articles sur la « chevalerie », le « théâtre » et les « romans épiques ou idylliques ». En 1815, Scott publie coup sur coup (sous son nom) un poème, Le Lord des îles, et un deuxième roman (anonymement), Guy Mannering, dont l'histoire se situe vers 1790. Devant l'engouement du public pour les poèmes de Lord Byron, dont l'immense succès de Childe Harold (1812), il abandonne la poésie pour se consacrer essentiellement au roman. Il se rend à Londres, où il a une longue conversation avec Byron, chez l'éditeur John Murray. Il est reçu par le Régent qui l'appelle Walter et porte un toast à « l'auteur de Waverley ». Puis il fait un voyage sur le continent, où il visite le champ de bataille de Waterloo et séjourne à Paris, où il est accueilli par Wellington, lord Castlereagh et le tsar. Il laisse un récit de son voyage dans les Lettres de Paul et dans La Bataille de Waterloo (édité au profit des veuves et des orphelins de la bataille en 1815),,.
En 1816 paraît L'Antiquaire, le roman préféré de Scott, dont l'intrigue se déroule à la fin du XVIIIe siècle. Mais ses besoins d'argent s'aggravent, pour agrandir Abbotsford, et il veut échapper à la tutelle du seul Constable. Aussi publie-t-il, toujours sous l'anonymat, une nouvelle série de romans chez l'éditeur londonien Murray et son correspondant écossais Blackwood, sous le titre Contes de mon hôte, dont la première série comprend Le Nain noir et Old Mortality (qui décrit la répression des Covenantaires sous Charles II en 1679). L'éditeur fictif est un personnage caricatural, Jedediah Cleishbotham, sacristain et maître d'école à Gandercleuch, qui est censé publier le travail d'un certain Peter Pattieson,,. En janvier 1817, Scott publie son dernier long poème, Harold l'Intrépide, puis part, durant l'été, à travers l'Écosse visiter les sites qui seront évoqués dans le roman auquel il travaille, Rob Roy. À Abbotsford, durant l'été, il reçoit la visite de Washington Irving, qui laissera un long récit de ce séjour,.

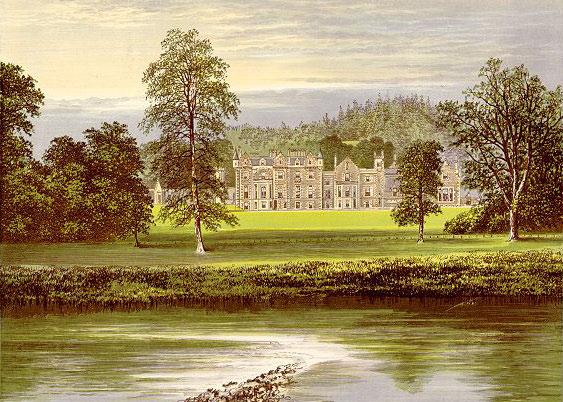
Le château d'Abbotsford par Francis Orpen Morris.

En 1817 paraît Rob Roy, avec la mention « par l'auteur de Waverley ». Dans ce roman, il évoque la figure historique de Rob Roy et la révolte jacobite de 1715. Jouant de la rivalité qui oppose ses éditeurs, Scott consent à donner à Constable la seconde série des Contes de mon hôte, à condition qu'il reprenne tout le stock invendu de Ballantyne. Cette seconde série comprend Le Cœur du Midlothian (1818), dont l'histoire s'ouvre sur l'émeute Porteous, qui eut lieu à Édimbourg en 1736, et décrit le périple d'une fille du peuple, Jeanie Deans, pour sauver sa sœur, accusée d'infanticide. La même année, il assiste avec émotion à la redécouverte des Regalia d'Écosse, insignes de la royauté écossais qui avaient disparu depuis cent ans,,. Bien qu'il blâme sa prédilection pour les horreurs (moquées par Edgar Allan Poe), Scott collabore au Blackwood's Magazine, rival de l'Edinburgh Review.
À cette époque, il atteint un niveau exceptionnel de popularité et de fortune (au moins 10 000 £ de revenu annuel) en Europe. En 1819 paraît la troisième série des Contes de mon hôte chez Constable, La Fiancée de Lammermoor, un roman noir à la manière de Roméo et Juliette évoquant l'amour de deux jeunes gens appartenant à des familles ennemies, dans l'Écosse vers 1669, et Une légende de Montrose (qui décrit l'Écosse et les Highlands sous Charles Ier, pendant la guerre civile). Souffrant de plus en plus de sa jambe et de calculs biliaires, sous l'effet de fortes doses de laudanum, Scott dicte à John Ballantyne et à William Laidlaw ses romans dans une sorte de transe. Quand son état de santé s'améliore, il affirme à Ballantyne en découvrir les épisodes en même temps que les lecteurs, tant l'opium a troublé sa mémoire. La même année, il reçoit le titre de baronnet et obtient une commission d'officier pour son fils aîné, Walter, qui sera cornette chez les hussards,.

### Le roman historique

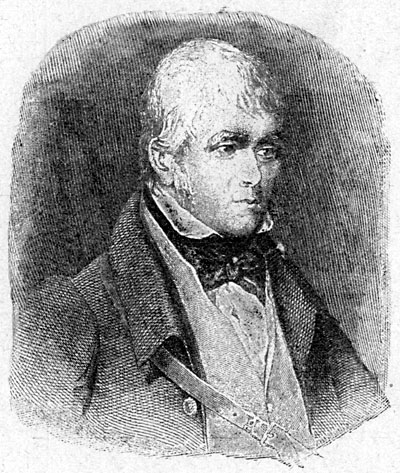
Walter Scott. Gravure parue dans le volume 5 de Bibliothek des allgemeinen und praktischen Wissens (1905).

Le 24 décembre 1819, jour de la mort de sa mère, Scott, qui jusque-là décrivait le passé récent de l'Écosse, fait paraître son premier vrai roman historique avec l'évocation de l'Angleterre du XIIe siècle dans Ivanhoé. En moins de deux semaines, le premier tirage de 10 000 exemplaires est épuisé. Suivent Le Monastère et L'Abbé (sur Marie Stuart) en 1820, puis Kenilworth (qui raconte l'histoire d'Élisabeth et Amy Robsart) et Le Pirate (qui prend pour toile de fond la vie dans les Shetland à la fin du XVIIe siècle) en 1821,. En 1820, il fait un séjour à Londres pour recevoir du nouveau roi George IV son titre de baronnet (le 30 mars). Il se fait faire un portrait par Thomas Lawrence et un buste par Chantrey. Sa fille Sophia se marie, le 29 avril, avec John Gibson Lockhart, un jeune écrivain tory, ami de la famille depuis plusieurs années, qui sera le biographe de Scott. John Ballantyne publie une collection de romanciers ; Scott se charge d'écrire un essai sur chacun d'entre eux ; il commence par une Vie de Fielding, puis celle de Smollett,.
En 1822, Scott publie un roman, Les Aventures de Nigel, et deux poèmes historiques : The Halidon Hill et Mac Duff's Cross. La même année, George IV fait une visite officielle en Écosse (il est le premier roi d'Angleterre à poser le pied sur le sol écossais depuis le XVIIe siècle). Scott organise les manifestations de bienvenue à Édimbourg : il fait figurer les clans, retrouve leur antique ordre de préséance, discipline les rivalités. Revêtu d'un tartan (dont il relance la mode) aux couleurs des Campbell, il accompagne partout le roi (qui a revêtu un kilt). Le roi le fait féliciter par Robert Peel. Scott en profite pour réclamer la restauration des pairies écossaises (supprimées après les insurrections jacobites) et le retour à Édimbourg du canon géant Mons Meg (saisi par les Anglais en 1746).
En 1823, il publie Peveril du Pic, roman inspiré de la rumeur de complot papiste qui avait agité l'Angleterre au XVIIe siècle. Puis c'est au tour de la France du XVe siècle et de la lutte entre Louis XI et Charles le Téméraire d'être décrites, à travers l'histoire d'un garde écossais, dans Quentin Durward. En revanche, c'est dans le passé récent de l'Écosse qu'il puise le sujet de Redgauntlet, paru en 1824, qui décrit l'écrasement définitif des conspirations en faveur des Stuart en 1767. De même, l'intrigue des Eaux de Saint-Ronan, pour une fois, se situe au XIXe siècle. Le 7 janvier 1825, Scott marie son fils, maintenant capitaine, à Jane Jobson de Lochore, fille de William Jobson, un marchand prospère, et nièce de sir Adam Ferguson, qui l'a instituée son héritière, et lui donne la propriété d'Abbostford (contre une rente annuelle à verser). Il commence une nouvelle série de romans : les Histoires du temps des croisades, dont les deux récits, Les Fiancés et Le Talisman, paraissent la même année. Par ailleurs, Constable crée une collection de livres à bon marché (les Constable's Miscellaneous) paraissant tous les mois : le premier sera La Vie de Napoléon Bonaparte de Scott,.

### Illustrateurs de ses œuvres
Le peintre animalier Edwin Landseer, qui a peint un certain nombre de thèmes des Highlands écossais, a illustré ses œuvres, et à partir de 1824, il fut reçu dans sa maison à Abbotsford dans les Scottish Borders.
En 1852, c'est le peintre paysagiste William Turner qui contribua aux illustrations de ses poèmes.

### Les dernières années

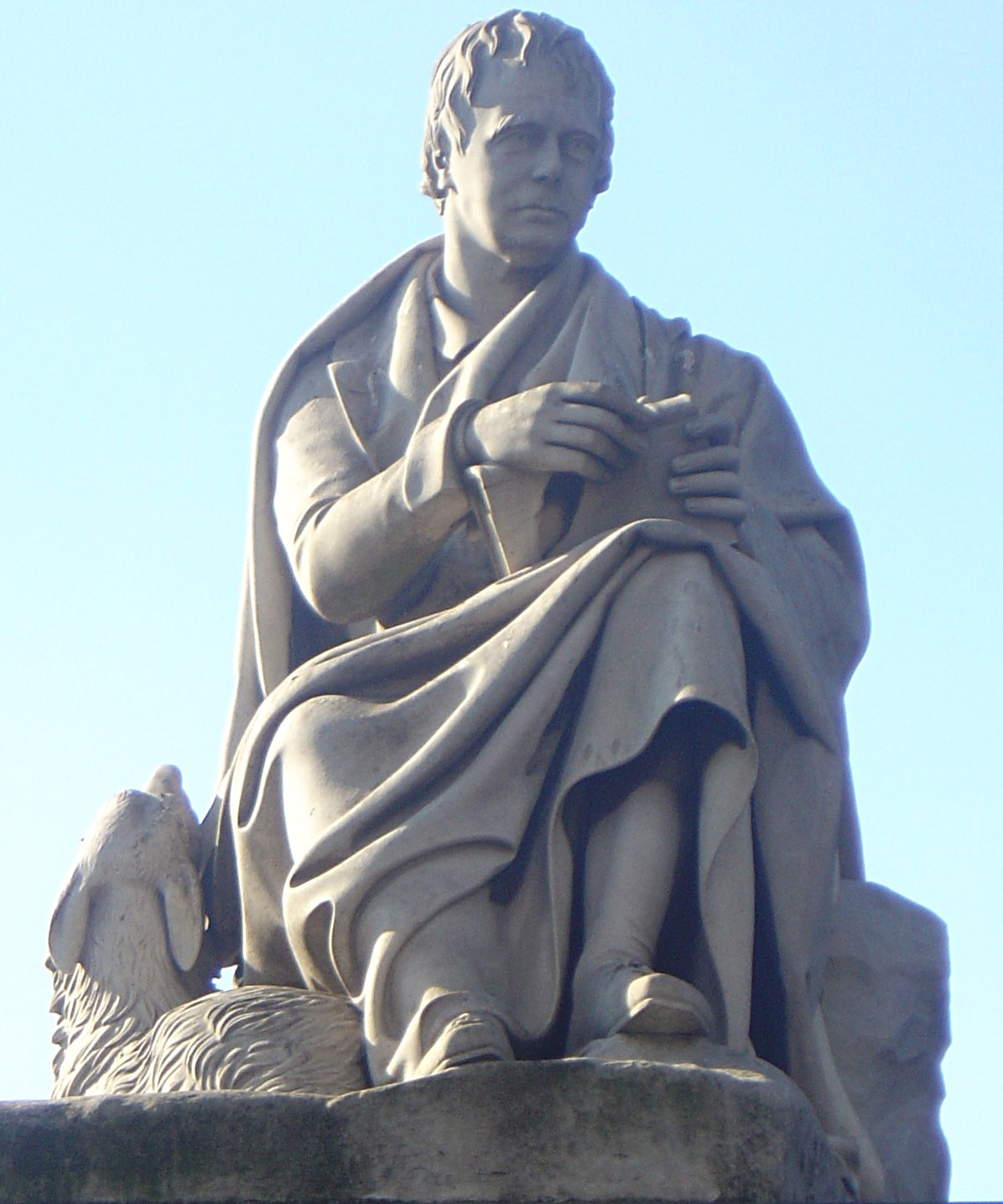
Monument en hommage à Sir Walter Scott à Édimbourg.

Toutefois, tandis qu'il rassemble sa documentation, en vue de ce travail, les associés londoniens de Constable connaissent des difficultés financières. Ses deux éditeurs, Constable et Ballantyne, tombent à leur tour, entraînant Scott dans leur ruine,. En février 1826, il se retrouve avec 117 000 livres de dettes. Refusant de faire banqueroute, tout autant que l'idée, lancée par certains de ses admirateurs, d'une souscription nationale, il réussit à sauver ses biens, mais engage sa plume, se fait assurer sur la vie au profit de ses créanciers, vend aux enchères sa maison de Castle Street, à Édimbourg, hypothèque les meubles et le domaine d'Abbotsford, congédie la plupart de ses domestiques et renonce à tout autre revenu que ses fonctions. Il écrit un roman sur Cromwell et le futur Charles II à la fin de la Première Révolution anglaise, Woodstock (vendu pour 8 000 livres à Longman), puis reprend La Vie de Napoléon. En même temps, il publie un pamphlet, les Lettres de Malachi Malagrowther, pour défendre les banques écossaises, menacées de perdre le droit de faire circuler leurs propres billets. La polémique lui vaut plusieurs inimitiés politiques, mais le gouvernement recule. Le 15 mai 1826, son épouse meurt.
En octobre, il part à Paris en compagnie de sa fille Anne pour faire un voyage d'études, qui doit compléter les nombreux documents mis à sa disposition par le gouvernement britannique, en vue de sa Vie de Napoléon. Il est unanimement fêté. En 1820, la traduction du roman Ivanhoé avait créé un engouement extraordinaire, qui avait lancé la mode des romans historiques, et un accord avait été passé entre son éditeur de Londres et celui de la rue de Saint-Germain-des-Prés (permettant à chacun de ses livres de paraître simultanément à Londres et à Paris, avec la traduction d'Auguste-Jean-Baptiste Defauconpret). Lors de son séjour, on joue Ivanhoé, sur une musique de Rossini, à l'Opéra, Louis XI à Péronne (adapté de Quentin Durward) au Théâtre-Français, Leicester de Scribe et Auger (tiré du Château de Kenilworth) et La Dame blanche (une adaptation inspirée à la fois du Monastère et de Guy Mannering) à l'opéra-comique. Il est même reçu par le roi Charles X,.

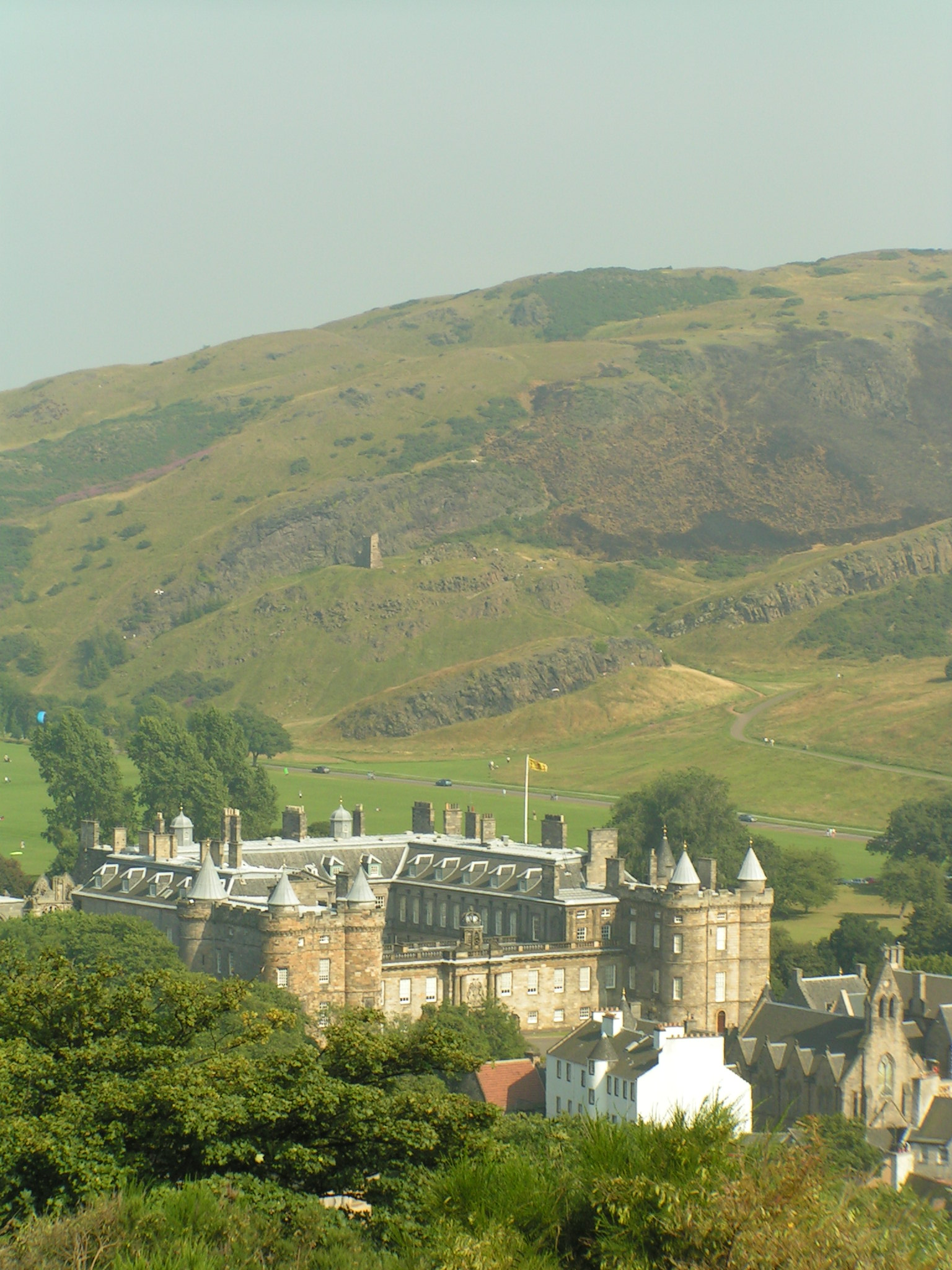
Le palais de Holyrood d'Édimbourg.

En 1827, pour la première fois, Scott reconnaît, au cours d'un dîner et en réponse à un toast, qu'il est le « Grand Inconnu ». Au début de l'été paraît en neuf volumes La Vie de Napoléon Bonaparte — elle crée une polémique (qui manque de finir en duel) avec le général Gourgaud —, la première série des Chroniques de la Canongate, un recueil de Mélanges, et il rembourse plus de 35 000 livres,.
En 1828, il continue à produire abondamment, publie la suite des Chroniques (le roman La Jolie Fille de Perth, qui se situe en Écosse à la fin du XIVe siècle), commence à faire paraître les Contes d'un grand-père (une histoire de l'Écosse dédiée à son petit-fils John Hugh Lockhart), dont la publication se poursuit jusqu'en 1831. En outre, il entreprend, chez l'éditeur Cadell, une réédition complète de ses romans, les Waverley Novels (édition dont Scott parle comme étant son Magnum Opus) ; il rédige une Préface générale (où il expose les raisons et les modalités pratiques de ses années d'anonymat) qui paraîtra en 1829 et reprend tous ses romans, qu'il enrichit méthodiquement de notes,.
En 1829, son deuxième fils commence une carrière dans la diplomatie. Assisté de sa fille Anne, il publie Anne de Geierstein, qui est un succès commercial, écrit un drame, La Tragédie Ayrshire, tiré d'un fait divers du XVIIe siècle, une autre pièce, La Maison d'Aspen, et entame son Histoire d'Écosse. Cette même année, en réponse à un courrier enthousiaste de sir Thomas Dick Lauder, il affirme son scepticisme au sujet des allégations des frères Allen, qui prétendent posséder un manuscrit ancien attribuant des dessins de tartans spécifiques aux différents clans écossais. Cela n'empêchera pas les deux frères de publier en 1842 leur fameux Vestiarium Scoticum, qui, ironie de l'histoire, contribuera à la tradition désormais répandue d'attribuer un tartan à un clan. Toutefois, le travail l'épuise, et sa santé se dégrade ; il souffre notamment de crises de rhumatisme aiguës et de problèmes de vue. Le 15 février 1830, il a une grave attaque d'apoplexie, dont il se remet. Une seconde crise intervient en novembre. La même année, il publie la quatrième série des Contes d'un grand-père et ses Lettres sur la démonologie et la sorcellerie. Mais, affaibli, il doit résilier sa charge de « Clerk of the Court of Session ». Il refuse les propositions de postes ou de sinécures du ministère (whig). Il lui reste 60 000 livres de dettes,.

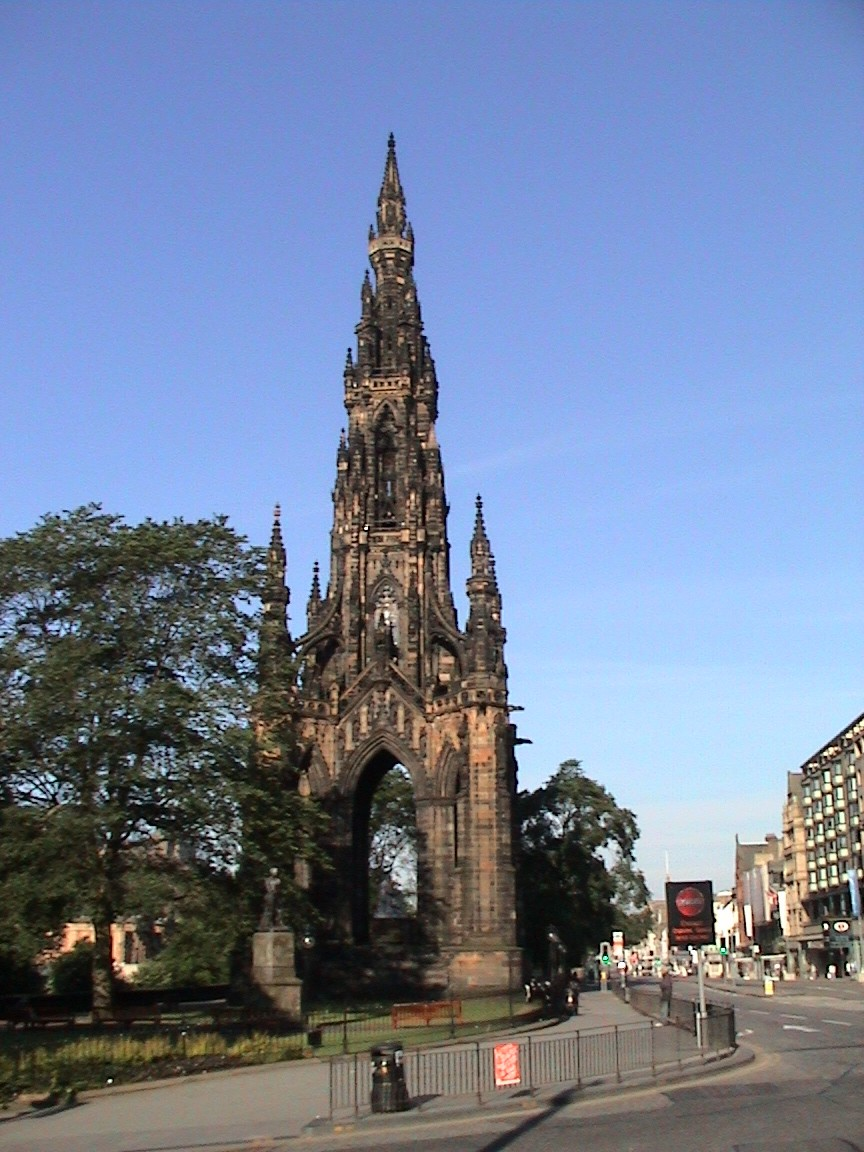
Monument à Scott, Édimbourg.

Après la révolution de 1830, il organise la réception à Édimbourg de Charles X, qui s'est réfugié au palais de Holyrood, demeure de ses ancêtres Stuart. En novembre, il est victime d'une nouvelle attaque, d'autant que l'agitation politique pour la réforme électorale lui crée de vives inquiétudes. Profondément conservateur, proche des tories, il tente de s'opposer à ce projet de loi (qui sera adopté en 1832), qui vise à modifier le découpage électoral (inchangé depuis l'époque des Tudors), à mieux représenter les grandes villes et à faire disparaître les bourgs pourris, et multiplie les meetings. La réforme adoptée, il est persuadé que la Révolution française va traverser la Manche et détruire les dernières traditions du Royaume-Uni. Malgré son prestige, il est violemment conspué lors d'une réunion électorale à Jedburgh,.
Obsédé par ces craintes, surmené par le travail, affaibli par la maladie, il redoute, par ailleurs, de perdre son génie. Son nouveau roman, Robert, comte de Paris, avance difficilement, et il doit le réécrire. Il subit une nouvelle attaque en avril 1831. Pour son dernier roman, Le Château périlleux, qui se situe dans le château de Douglas, il fait un ultime voyage à travers l'Écosse. Dans cet ouvrage, il évoque la figure du barde et devin Thomas le Rhymer et de son poème Sir Tristrem, qu'il avait édité en 1804.

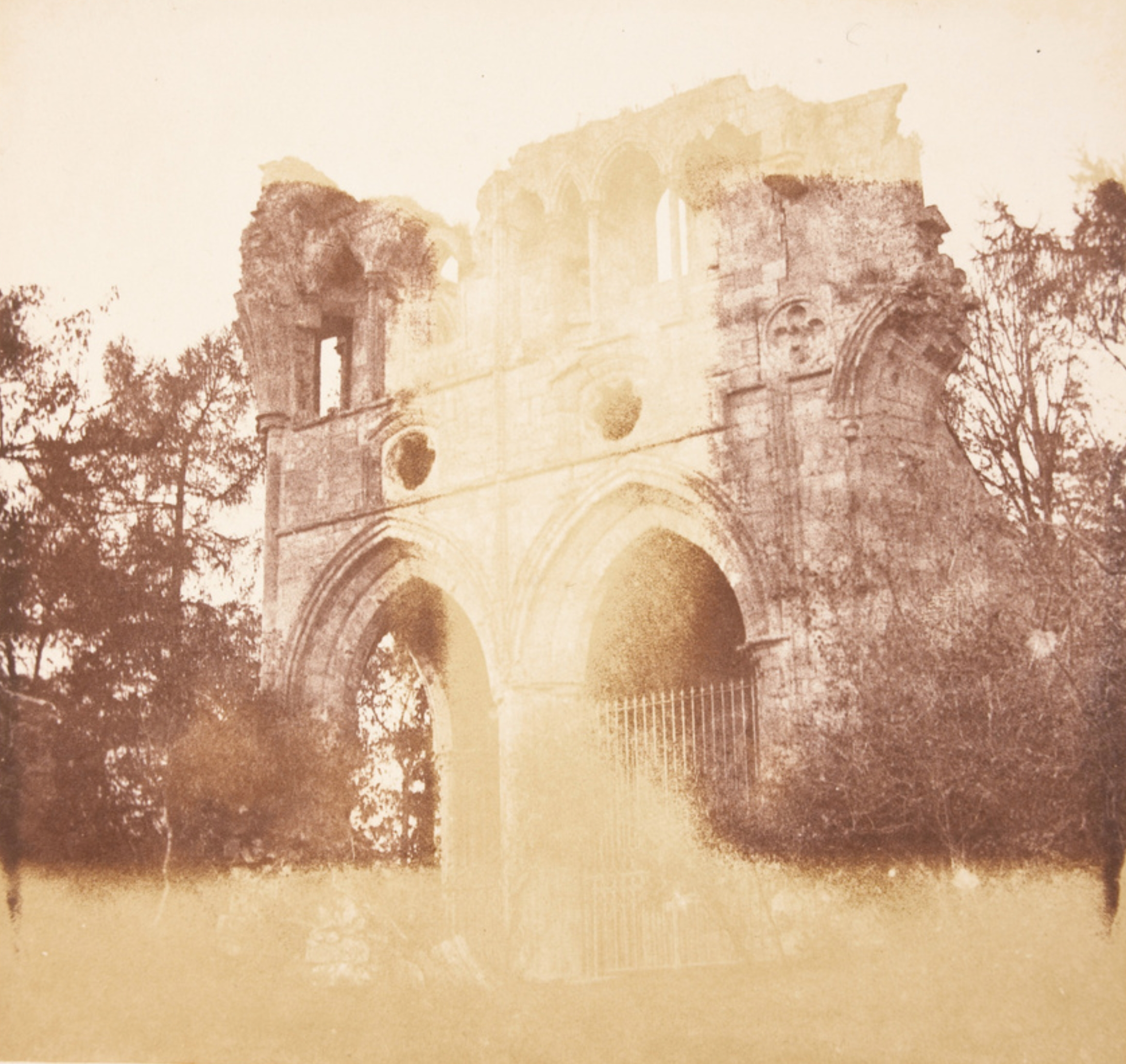
La tombe de Sir Walter Scott à l'abbaye de Dryburgh (ca. 1845). Épreuve sur papier salé par William Henry Fox Talbot, Musée d'Orsay, Paris.

Mais sa santé réclame un climat chaud. Le gouvernement met une frégate à sa disposition, et, en octobre, il part en compagnie de son gendre Lockhart pour Malte et l'Italie. Pendant le voyage, à la demande expresse de son gendre, il rédige partiellement un nouveau roman, Le Siège de Malte. Débarqué à Naples le 27 décembre 1831, deux mois après son départ de Portsmouth, il visite Rome (où il s'incline devant le tombeau du dernier des Stuart), puis se repose quelque temps à Tivoli et à Frascati. Pour rentrer en Angleterre, il décide de descendre le Rhin. Néanmoins, en juin 1832, il est frappé par une nouvelle crise et débarque à Nimègue, dans un état grave. Quand il arrive à Londres, il est presque inconscient et presque muet et ne s'anime qu'en entendant parler d'Abbotsford et de l'Écosse. Ramené en bateau à Abbotsford, il meurt de paralysie le 21 septembre 1832. Il est enterré le 26 dans les ruines de l'abbaye de Dryburgh, où repose déjà son épouse Charlotte,.
À sa mort, il devait encore 54 000 livres. Ses héritiers négocient avec Cadell la cession de ses droits d'auteur, pour lesquels l'éditeur verse 33 000 livres,.

## Famille

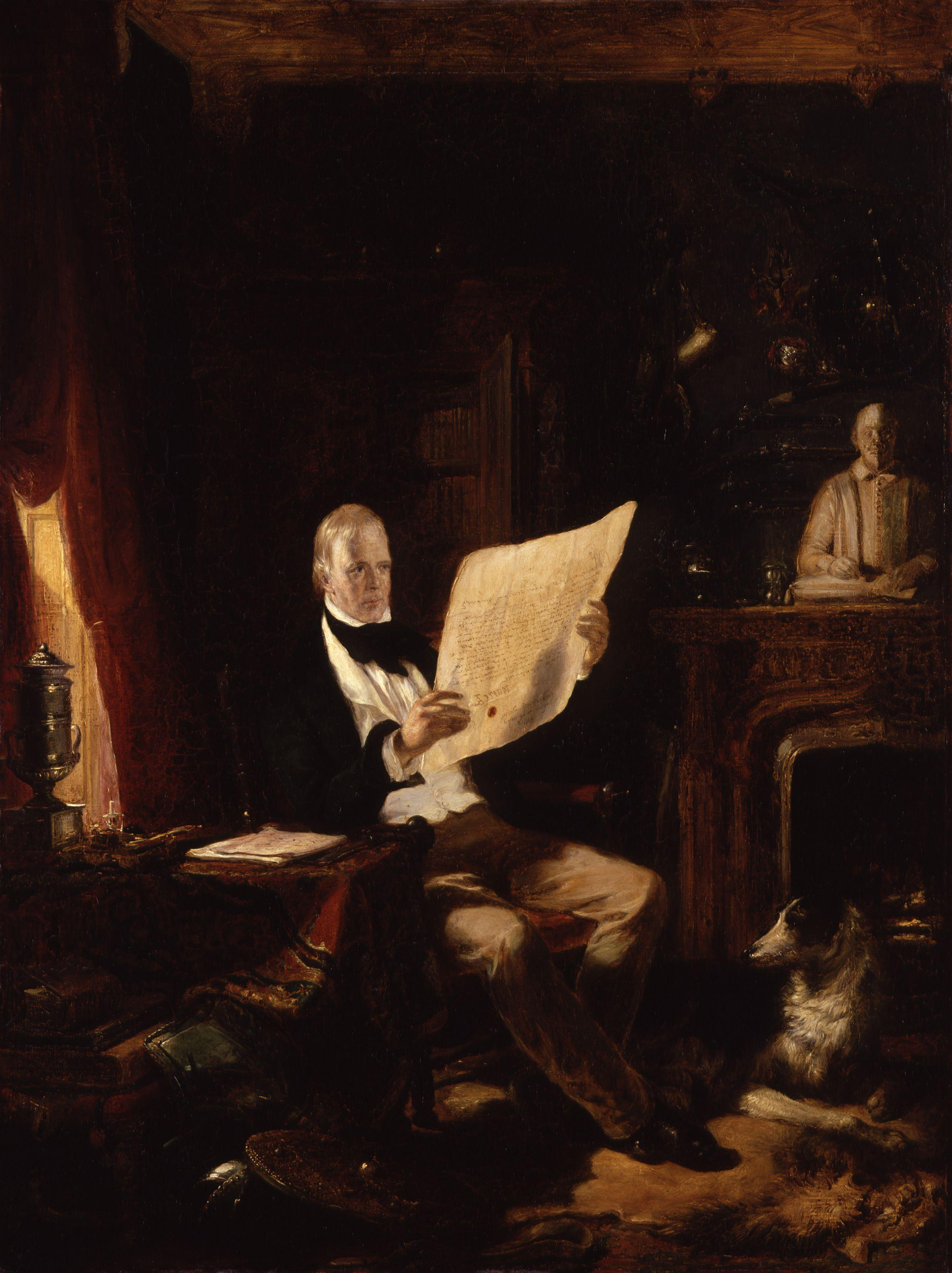
Sir Walter Scott, Bt, par Sir William Allan, 1831 (National Portrait Gallery, Londres).

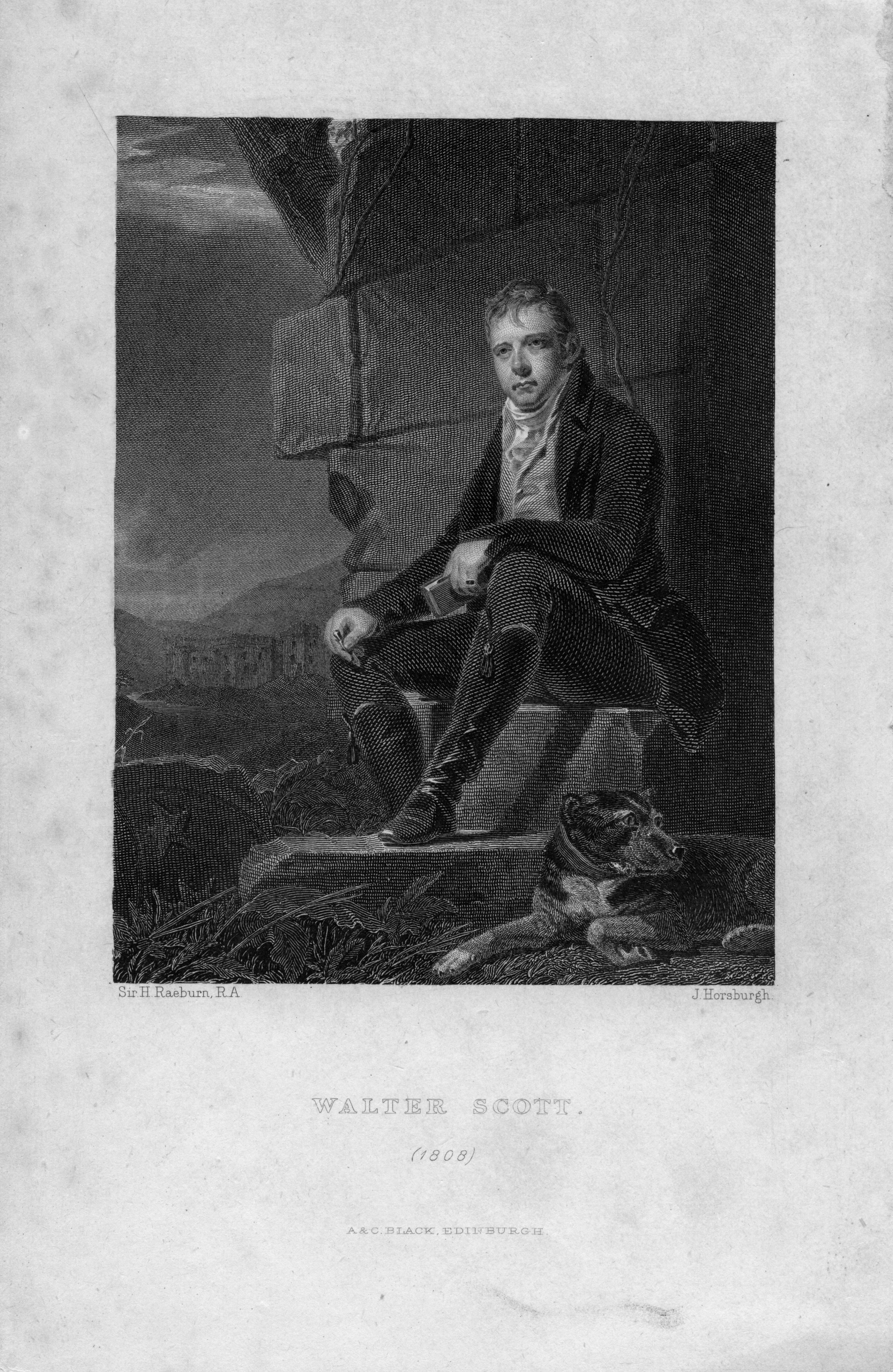

Marié le 24 décembre 1797 à Marguerite Charlotte Charpentier, fille de Jean Charpentier, écuyer du roi sous l'Ancien Régime, et de Charlotte Volere, Walter Scott a eu quatre enfants :
- Charlotte Sophia, née à Édimbourg le 24 octobre 1799, mariée le 29 avril 1820 à John Gibson Lockhart, morte le 17 mai 1837 ;
- Walter Scott, 2e baronnet d'Abbotsford (1832), né à Édimbourg le 28 octobre 1801, cornette au 18e régiment de hussards (10 juin 1819), lieutenant (24 octobre 1821), capitaine (16 juin 1825), major (28 février 1828), lieutenant-colonel du 15e Dragons (31 mai 1839), marié le 7 janvier 1825 à Jane Jobson de Lochore, mort sans héritier le 8 février 1847 de retour des Indes à bord du Wellesley au large du Cap de Bonne-Espérance, inhumé à l'abbaye de Dryburgh[56] ;
- Anne Scott, née à Édimbourg le 2 février 1803, morte à Londres le 25 juin 1833, célibataire ;
- Charles Scott, né à Édimbourg le 24 décembre 1805, étudiant au Brasenose College d'Oxford, clerc au Foreign Office, attaché à l'ambassade de Naples puis secrétaire privé de sir John Macneill, chargé d'une mission à la Cour de Perse, mort d'un désordre inflammatoire à Téhéran le 28 octobre 1841[6].

Charlotte Sophia Scott et John Gibson Lockhart ont eu deux fils et une fille:
- John Hugh Lockhart, né en février 1821, mort le 15 décembre 1831 ;
- Walter Scott Lockhart, né le 16 avril 1826, lieutenant au 16e Lanciers, héritier d'Abbostford (1847), mort à Versailles le 10 juillet 1853 ;
- Charlotte Harriet Jane Lockhart, née le 1er janvier 1828, mariée le 19 août 1847 à Robert Hope (mort le 29 avril 1873), héritière d'Abbotsford en 1853, morte à Édimbourg le 26 octobre 1858[6].

De son union avec Robert Hope, Charlotte Harriet Jane Lockhart a eu un fils et deux filles :
- Mary Monica, née le 2 octobre 1852, héritière du domaine d'Abbotsford en 1873, mariée le 21 juillet 1874 à Joseph Constable Maxwell (1847–1923), troisième fils du treizième Lord Herries, morte le 15 mars 1920 ;
- Walter Michael Hope, né le 2 juin 1857, mort le 11 décembre 1858 ;
- Margaret Anne Hope, née le 17 septembre 1858, morte le 3 décembre suivant[6].

Mary Monica Hope-Scott d'Abbotsford a eu huit enfants de son mariage avec Joseph Constable Maxwell :
- Walter Joseph Maxwell-Scott, né le 11 avril 1875, étudiant à Stonyhurst College, entré dans l'armée en 1896, capitaine en 1902 puis major-général, mort le 3 avril 1954 ;
- Mary Josephine Maxwell-Scott, née le 5 juin 1876[6], morte le 29 juillet 1922 ;
- Joseph Maxwell-Scott, né le 25 mai 1880, sous-lieutenant de la Royal Navy, mort le 20 décembre 1911 ;
- Malcolm Maxwell-Scott, né le 22 octobre 1883, contre-amiral, mort le 23 février 1943 ;
- Herbert Constable-Maxwell-Scott, né le 14 mars 1891, mort le 9 février 1962 ;
- Winifride Constable-Maxwell-Scott, morte le 12 mars 1880 ;
- Alice Constable-Maxwell-Scott, morte le 30 août 1908 ;
- Margaret Constable-Maxwell-Scott, morte le 10 décembre 1912[57].

Walter Scott eut plusieurs chiens dont Bran, Camp (bull-terrier), Hamlet, Nimrod et Wallace (westie).

## Postérité

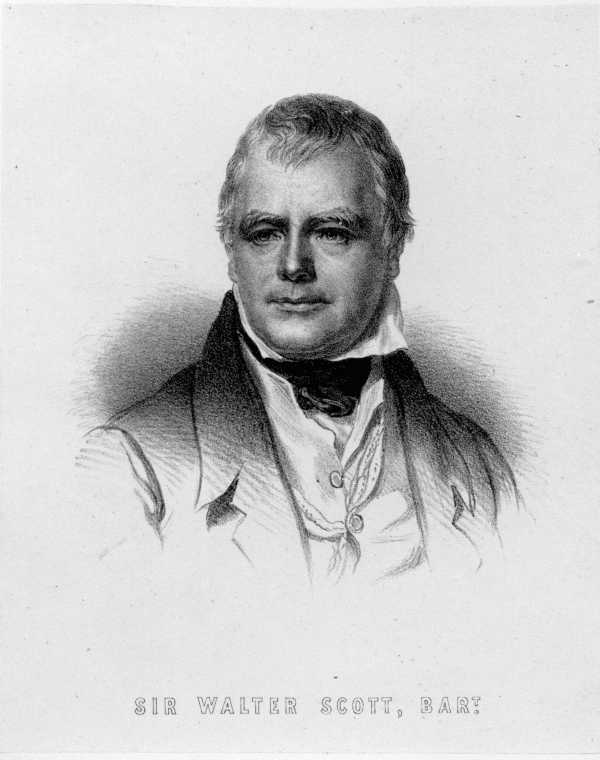
Sir Walter Scott, baronnet. Gravure parue dans le premier volume de The Modern Scottish Minstrel, or The songs of Scotland of the past half century de Charles Rogers (1855).

### Dans la littérature
Scott a été un précurseur pour deux tendances majeures qui se sont affirmées avec le temps : le roman historique, dont le succès lui a valu d'innombrables imitateurs au XIXe siècle, et la culture des Hautes Terres de l'Écosse, après le cycle d'Ossian de James Macpherson, dans ses romans écossais comme dans les usages vestimentaires, puisqu'il a rétabli l'usage du kilt et des tartans. En son honneur, la gare centrale d'Édimbourg a été nommée Waverley en 1854 en littérature et son image apparaît sur les billets émis par la banque d'Écosse. Un monument à son nom se trouve aussi à Édimbourg.
À l'inverse d'un Dumas, qui décrit dans ses romans des personnages historiques, Walter Scott crée des personnages de fiction, qui jouent un rôle secondaire au regard de l'Histoire, pour camper les héros de son intrigue. Ce choix, repris notamment par Pouchkine dans La Fille du capitaine, permet de mettre en scène plus directement les gens du peuple face aux grands personnages historiques et de montrer plus facilement les deux camps en présence. Surtout, Scott déploie tous ses talents de conteur dans ses romans, n'hésitant pas à passer d'une scène à l'autre du comique au tragique.
C'est également sur son modèle que se fondera Honoré de Balzac, qui a rendu hommage à Walter Scott dans l'avant-propos de la Comédie humaine. Le jeune auteur, entré en littérature en écrivant des romans de commande « à la Walter Scott », aboutira avec Les Chouans, qui marquent un tournant décisif de son œuvre. Balzac donne par ailleurs Walter Scott comme auteur de référence au roman historique de son personnage Lucien Chardon, L'Archer de Charles IX dans Illusions Perdues. Ce talent de conteur qui, selon la définition de Victor Hugo dans la préface de Cromwell, rend vivante la réalité de l'époque qu'il décrit,.
Scott montre une prédilection particulière pour les personnages de « bores » (« raseurs »), qui peuplent nombre de ses romans. En outre, ses ouvrages sont marqués par le bilinguisme, avec des passages en anglais et d'autres en broad Scots. Lui-même parlait la langue des Lowlands, marquée par l'anglais et le scandinave, au contraire du parler celtique des Highlands, le gaélique écossais. De même, parmi une foule d'auteurs, où l'on retrouve le chroniqueur Jean Froissart, son œuvre fourmille de références à la Bible du roi Jacques et à Shakespeare, régulièrement cités.
L'œuvre de Scott n'a pas été exempte de critiques. Dans Vie sur le Mississippi (1883), Mark Twain reproche à Scott d'avoir fait paraître la bataille sous un jour romantique, considérant que cette vision a joué dans la décision du Sud de se lancer dans la guerre de Sécession en 1861,,. On considère que Twain vise Scott quand il parodie les histoires de chevalerie dans Un Yankee du Connecticut à la cour du roi Arthur, de même que dans Les Aventures de Huckleberry Finn, où, au treizième chapitre, le bateau à vapeur qui fait naufrage porte le nom de « Walter Scott ». De son côté, Émile Zola a déploré la nocivité de ses histoires sur des générations de lectrices. Tentant, dans son discours critique, de bannir l'insolite parce qu'il n'a, à ses yeux, aucune valeur scientifique, il en situe l'origine dans Scott et ses personnages de marginaux pittoresques.
En France, son œuvre a créé la vogue des romans historiques dans les années 1820-30, et tous les grands romanciers de la première moitié du XIXe siècle lui ont rendu hommage, se définissant par rapport à lui soit pour l'imiter, comme Balzac et Hugo, soit pour s'en distinguer, comme Stendhal. Passée une période de succès énorme — il se vend 20 800 exemplaires d'Ivanhoé et de L'Antiquaire, 20 000 de Quentin Durward entre 1826 et 1830, pour un tirage moyen, à l'époque, de 1 000 exemplaires—, Balzac évoque en 1831 la lassitude du public français « aujourd'hui rassasié de l'Espagne, de l'Orient, des supplices, des pirates et de l'histoire de France Walter-Scottée ».

### Dans la peinture

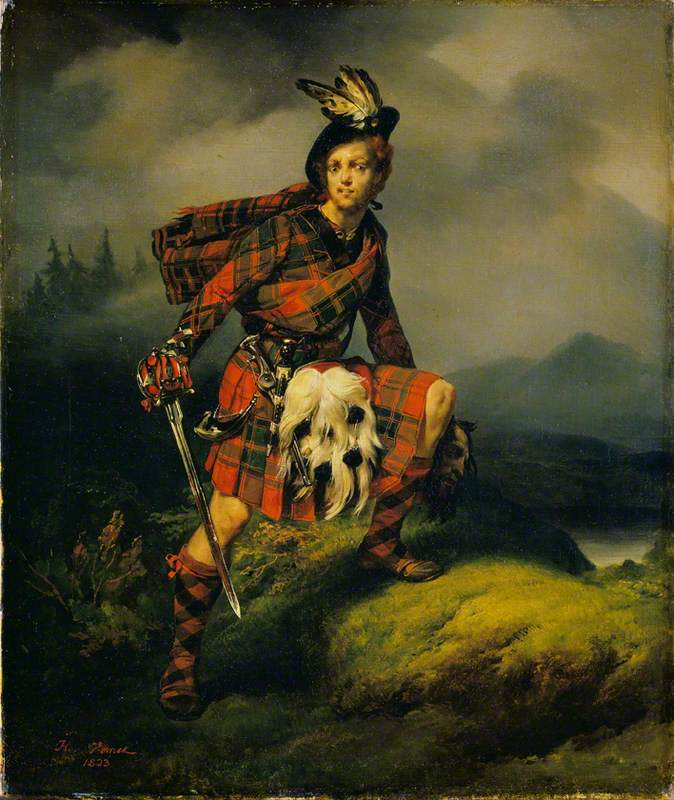
Allan M'Aulay
Horace Vernet, 1823
Wallace Collection, Londres

Scott, avec Byron, était la source la plus populaire de la littérature britannique contemporaine pour les jeunes peintres français dans les années 1820. Au Salon de Paris de 1824 les œuvres d'artistes britanniques ont eu un impact considérable. Horace Vernet a peint Allan M'Aulay en 1823. Il a visité la Grande-Bretagne, mais on ne sait pas s'il est jamais allé en Écosse.
L'œuvre de Scott a également inspiré plusieurs artistes de la période romantique, dont Ary Scheffer qui a peint en 1832 Effie et Jeanie Deans dans la prison d'Édimbourg, toile inspirée d'un épisode du Cœur du Midlothian et conservée au Musée de la vie romantique, à Paris.

### Hommages

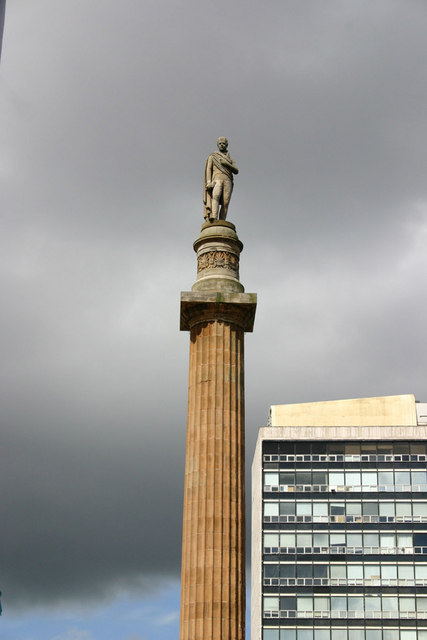
Statue de Walter Scott sur George Square à Glasgow.

En 1897, le duc de Buccleuch dévoile un buste de marbre blanc de l'auteur dans le coin des poètes, dans l'abbaye de Westminster. Offert par un groupe d'admirateurs de Scott, c'est une copie du buste de Sir Francis Chantrey à Abbotsford, réalisée par John Hutchison. Sur le support de marbre vert est inscrite la phrase suivante : « Walter Scott 1771-1832 ».

### Oubli et redécouverte
Après avoir connu un immense succès durant tout le XIXe siècle, l'œuvre de Walter Scott est tombée quelque peu dans l'oubli après la Première Guerre mondiale, étant reléguée à la littérature d'enfance et de jeunesse, dans des versions expurgées. En 1902, déjà, Gilbert Keith Chesterton déplore la négligence des lecteurs de son temps à l'égard de l'œuvre de Scott, dont l'origine viendrait, suppose-t-il, de ce qu'ils ne supportent plus ce qui leur semble des longueurs.
Le ton est donné à partir du classique d'E. M. Forster, Aspects du roman (1927), qui contribue au désamour à l'égard de Scott, décrit comme un auteur maladroit au style négligé, bâtissant des intrigues bancales. Ses romans sont alors jugés trop lourds ; sa prolixité et ses digressions s'opposent à la concision et au souci dans l'arrangement des effets d'un Stevenson.
Scott a également souffert de l'ascension de Jane Austen. Jugée tout au plus comme une « romancière pour femmes » au XIXe siècle, Austen a commencé à être considérée, au XXe siècle, comme l'un des plus importants romanciers britanniques des premières décennies du XIXe siècle. Dans le même temps qu'Austen accédait aux premiers rangs de la littérature britannique, l'intérêt pour Scott a diminué, alors même qu'il avait été l'un des premiers hommes de lettres à distinguer le génie de sa consœur.
Après des décennies d'oubli, on assiste à un regain d'intérêt pour son œuvre depuis le bicentenaire de sa naissance, dans les années 1970 et 1980. La tendance postmoderniste vers les récits discontinus, avec l'introduction de la première personne, constitue un terreau plus favorable à l'épanouissement des ouvrages de Scott que le goût moderniste,. En dépit de toutes ses maladresses, Scott est maintenant jugé comme un créateur important et une figure majeure dans l'histoire de la littérature en Écosse et dans le monde. En France, ses romans font ainsi l'objet d'une édition dans la prestigieuse Bibliothèque de la Pléiade aux éditions Gallimard.

## Œuvres

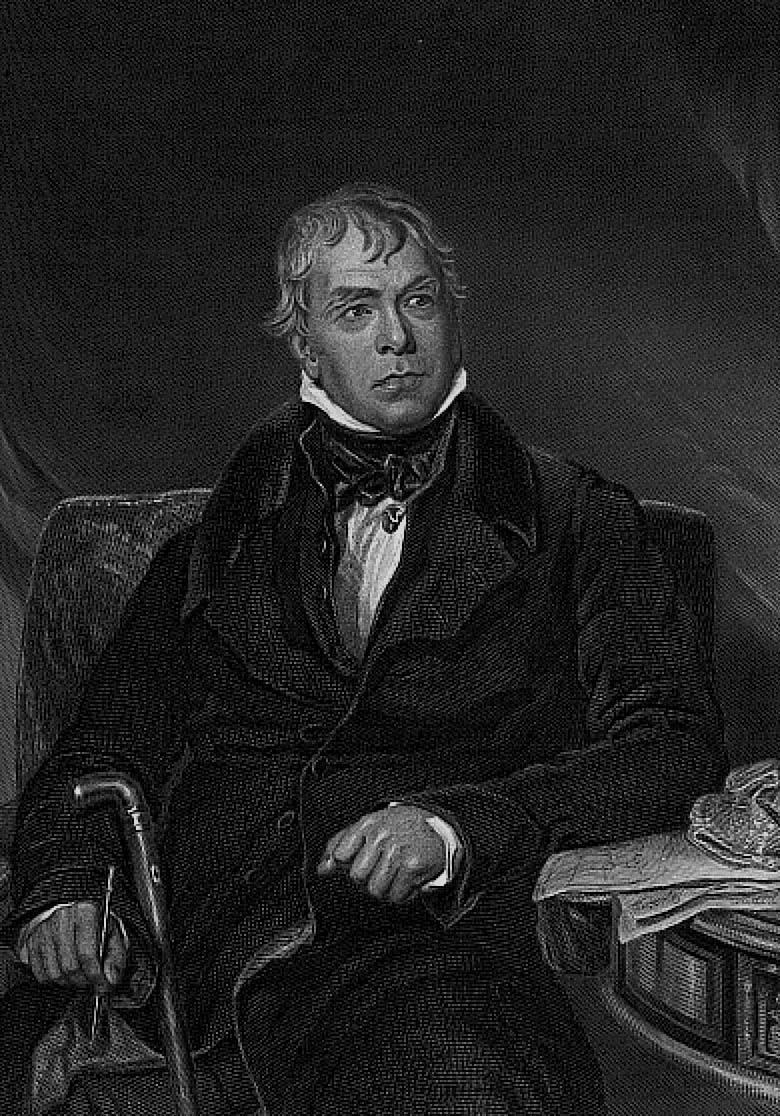
Sir Walter Scott. Gravure de William Humphrey d'après un portrait de Sir Thomas Lawrence (1827), parue dans Portrait Gallery of Eminent Men and Women in Europe and America d'Evert A. Duyckinick (1873).

### Poésie
- Les Chants de ménestrels de la frontière écossaise (Minstrelsy of the Scottish Border), 1802-3
- Sir Tristrem, 1804
- Le Lai du dernier ménestrel (The Lay of the Last Minstrel), 1805
- Ballades et Pièces lyriques (Ballads and Lyrical Pieces), 1806
- Marmion, ou la bataille de Flodden-Field, 1808
- Le Jeune Lochinvar (Young Lochinvar), 1808
- La Dame du lac (The Lady of the Lake), 1810
- La Vision de Rodéric, le dernier roi goth d'Espagne (The Vision of Don Roderick), 1811
- Les Fiançailles de Triermain (The Bridal of Triermain), 1813
- Rokeby (Rokeby: A Poem), 1813
- La Bataille de Waterloo (The Field of Waterloo), 1815
- Le Lord des îles (The Lord of the Isles), 1815
- Harold l'Intrépide (Harold the Dauntless), 1817
- Halidon Hill, esquisse dramatique tirée de l'histoire d'Écosse (Halidon Hill : a dramatic sketch from Scottish history), 1822
- La Croix de MacDuff (MacDuff's Cross), 1822

### Romans et nouvelles

#### Les Waverley Novels
- Waverley, 1814
- Guy Mannering, 1815
- L'Antiquaire (The Antiquary), 1816
- Rob Roy, 1817
- Ivanhoé (Ivanhoe), 1819
- Kenilworth, 1821
- Le Pirate (The Pirate), 1821
- Les Aventures de Nigel (The Fortunes of Nigel), 1822
- Peveril du Pic (Peveril of the Peak), 1823
- Quentin Durward, 1823
- Les Eaux de Saint-Ronan (St. Ronan's Well), 1823
- Redgauntlet, 1824
- Récits des croisés, Les Fiancés (Tales of the Crusaders, The Betrothed), 1825
- Récits des croisés, Richard Cœur de Lion, Le Talisman (Tales of the Crusaders, The Talisman), 1825
- Woodstock, 1826
- Chroniques de la Canongate, 2e série, La Jolie Fille de Perth, ou Le Jour de la Saint-Valentin (Chronicles of the Canongate, 2d series, The Fair Maid of Perth), 1828
- Anne de Geierstein, ou La Fille des brumes (Anne of Geierstein), 1829

#### Contes de mon hôte
Ensemble de sept romans qui ne sont pas proposés sous le pseudonyme habituel « l'auteur de Waverley », mais sous celui de Jedediah Cleishbotham.
- 1re série, Le Nain noir (Tales of my Landlord, 1st series, The Black Dwarf), 1816
- 1re série, Les Puritains d'Écosse (Tales of my Landlord, 1st series, Old Mortality), 1816
- 2e série, Le Cœur du Midlothian, aussi traduit La Prison d'Édimbourg (Tales of my Landlord, 2d series, The Heart of Midlothian), 1818
- 3e série, La Fiancée de Lammermoor (Tales of my Landlord, 3rd series, The Bride of Lammermoor), 1819
- 3e série, Une légende de Montrose (Tales of my Landlord, 3rd series, A Legend of Montrose), 1819
- 4e série, Robert, comte de Paris (Tales of my Landlord, 4th series, Count Robert of Paris), 1831
- 4e série, Le Château périlleux (Tales of my Landlord, 4th series, Castle Dangerous), 1831

#### Contes de sources bénédictines
- Le Monastère (Tales from Benedictine Sources, The Monastery), 1820
- L'Abbé (Tales from Benedictine Sources, The Abbot), 1820

#### Contes et nouvelles
- Chroniques de la Canongate, 1re série, comprenant La Veuve des Highlands, Les Deux Bouviers, Le Miroir de ma Tante Marguerite, La Mort de Laird'Jock et La Fille du Chirurgien (Chronicles of the Canongate, 1st series), 1827 (nouvelles)
- Contes d'un grand-père, (Tales of a Grandfather), 1re série, 1828 ; 2e série, 1829 ; 3e série, 1830

### Traductions
- La Chasse (The Chase, and William and Helen : two ballads from the German of Bürger) de Gottfried August Bürger, Édimbourg, Manners & Miller, 1796
- Götz von Berlichingen (Goetz of Berlichingen with the Iron hand: À Tragedy, Translated from the German of Goethe, Author of 'The Sorrows of Werter') de Johann Wolfgang von Goethe, Londres, J. Bell, 1799

### Récits, essais
- Les Antiquités de la frontière de l'Angleterre et de l'Écosse (The Border Antiquities of England and Scotland), 1814-1817
- Lettres de Paul (Paul's Letters to his Kinsfolk), 1816
- Essai sur la chevalerie (Essay on Chivalry), 1818, dans l'édition 1815-1824 de l'Encyclopædia Britannica
- Antiquités provinciales et Scènes pittoresques de l'Écosse (Provincial Antiquities and Picturesque Scenery of Scotland), 1819-1826
- Biographie littéraire des romanciers célèbres (Lives of the Novelists), 1821-1824 (9 vols.)
- Un essai sur les romans (An Essay on Romance), 1824, dans le supplément à l'édition 1815-1824 de l'Encyclopædia Britannica
- Lettres de Malachi Malagrowther (Letters of Malachi Malagrowther), 1826
- Vie de Napoléon (The Life of Napoleon Buonaparte), 1827
- Discours religieux (Religious Discourses), 1828
- Histoire d'Écosse (History of Scotland), (1829-1830), 2 vols.
- Essais sur la ballade (Essays on Ballad Poetry), 1830
- Lettres sur la démonologie et la sorcellerie (Letters on Demonology and Witchcraft), 1831

### Théâtre
- Le Destin malheureux de Devorgoil (The Doom of Devorgoil), 1830
- La Maison d'Aspen (The House of Aspen, a Tragedy), 1830
- Auchindrane, la Tragédie d'Ayrshire (Auchindrane, the Ayrshire Tragedy), 1830

### Œuvres complètes
- The Waverley Novels, 1829-1833 (48 vols.)
- Poetical Works, 1833-1834 (12 vols.)
- Miscellaneous Prose, 1834-1871 (30 vols.)

### Éditions récentes de l'œuvre de Walter Scott
- Richard Coeur-de-Lion, Éditions de l'Érable, 1967.
- Waverley, Rob-Roy, Suivi de La fiancée de Lammermoor, Robert Laffont, coll. « Bouquins », 1981, 993 p. (ISBN 2-221-50250-7). Préface, présentation, chronologie et note de Michel Crouzet, traduction d'Auguste-Jean-Baptiste Defauconpret.
- Woodstock, éditions Florent-Massot, 1994. Avant-propos d'Henri Suhamy et chronologie ; traduction et annotations de Defauconpret (ISBN 2908382156).
- La Veuve des Highlands et autres contes surnaturels, Rennes, Terre de Brume, coll. « Terres Fantastiques », 1999, 281 p. (ISBN 2-84362-039-2). Textes choisis par Xavier Legrand-Ferronnière, préface de Michel Meurger, traduction de Jean Cohen, Defauconpret, Albert Montémont et autres. Contient Les Aventures de Martin Waldeck (extrait de L'Antiquaire), Phantasmagoria, Histoire d'une apparition, Le Récit de Willie le vagabond (extrait de Redgauntlet), La Veuve des Highlands, Les Deux Bouviers (ces deux derniers faisant partie des Chroniques de la Canongate), Le Miroir de ma tante Marguerite, La Chambre tapissée ou la Dame en sac (ces deux derniers faisant partie des Keepsake Stories), Le Récit de Donnerhugel (extrait d'Anne de Geierstein).
- L'Antiquaire  (trad. de l'anglais), Nice, Alandis, 1999, 336 p. (ISBN 2-913637-03-5).
- Waverley et autres romans  (trad. de l'anglais), Paris, Gallimard, coll. « bibliothèque de la Pléiade », 2003, 1510 p. (ISBN 2-07-011619-0). Introduction de Jean-Yves Tadié, traduction et présentation de Waverley par Henri Suhamy, traduction et présentation du Nain noir par Alain Jumeau, traduction et présentation du Cœur du Mid-Lothian chronologie, bibliographie par Sylvère Monod.
- Redgauntlet  (trad. de l'anglais), Monaco/Paris, Éditions du Rocher, coll. « Motifs », 2007, 412 p. (ISBN 978-2-268-06005-7), 2 vols. Préface de James McCearney, traduction d'Albert Montémont.
- Ivanhoé et autres romans, Gallimard, coll. « bibliothèque de la Pléiade », 2007, 1631 p. (ISBN 978-2-07-011620-1 et 2-07-011620-4). Introduction de Jean-Yves Tadié, chronologie de Sylvère Monod. Traduction, présentation et notes d'Ivanhoé par Henri Suhamy, traduction de Quentin Durward par Philippe Jaudel, présentation et notes par Pierre Morère, traduction, présentation et notes du Talisman par Sylvère Monod. Notices et complément bibliographique d'Henri Suhamy.
- Quentin Durward : roman  (trad. de l'anglais), Paris, AlterEdit, 2007, 605 p. (ISBN 978-2-84633-150-0).
- Le Talisman, éditions Phébus, coll. « Libretto », 2008 (ISBN 2752903367). Introduction et appendice traduits par Paul Bensimon ; traduction de Claude Dandréa.
- La Fiancée de Lammermoor, éditions Phébus, 2008 (ISBN 978-2-7529-0334-1 et 2-7529-0334-0). Traduction de Louis Labat.
- Le Château périlleux, La Tour-d'Aigues, L'Aube, coll. « Les Populaires », 2009 (ISBN 978-2-7526-0559-7 et 2-7526-0559-5). Traduction de Defauconpret.
- Kenilworth : roman  (trad. de l'anglais), Paris, Éditions Phébus, 2009, 522 p. (ISBN 978-2-7529-0388-4). Traduction de Defauconpret.
- Anne de Geierstein, Paris, AlterEdit, 2011 (ISBN 978-2-84633-193-7).
- De Waterloo à Paris - 1815 : Lettres de Paul à sa famille  (trad. de l'anglais par Amédée Pichot (1822), préf. Jean-Louis Haquette & Benoît Roux), Paris, Mercure de France, coll. « Le Temps retrouvé », 2015, 430 p. (ISBN 978-2-7152-4199-2, présentation en ligne)

## Adaptations
Les romans de Walter Scott ont fait l'objet de très nombreuses adaptations au cinéma et à la télévision, mais également à l'opéra.

### Filmographie partielle

#### Au cinéma
- 1909 : The Bride of Lammermoor: A Tragedy of Bonnie Scotland de James Stuart Blackton ;
- 1910 : La Fin de Charles le Téméraire de Georges Denola, d'après Anne de Geierstein ;
- 1910 : Quentin Durward d'Albert Capellani, d'après Quentin Durward ;
- 1910 : Lucia di Lammermoor de Mario Caserini ;
- 1912 : Quentin Durward d'Adrien Caillard ;
- 1912 : The Lady of the Lake de James Stuart Blackton ;
- 1913 : Ivanhoé de Herbert Brenon ;
- 1923 : L'Esprit de la chevalerie (Richard the Lion-Hearted) de Chester Withey ;
- 1928 : The Lady of the Lake de James A. FitzPatrick (en) ;
- 1946 : Lucia di Lammermoor de Piero Ballerini ;
- 1952 : Ivanhoé de Richard Thorpe ;
- 1954 : Richard Coeur de Lion de David Butler ;
- 1955 : Quentin Durward de Richard Thorpe ;
- 1972 : Le Retour d'Ivanhoé de Roberto Mauri

#### À la télévision
- 1958-1959 : Ivanhoé, une série télévisée avec Roger Moore ;
- 1970 : Ivanhoé, une série télévisée avec Eric Flynn ;
- 1971 : Quentin Duward, une série télévisée (7 épisodes) de Gilles Grangier ;
- 1982 : Ivanhoe, un téléfilm avec James Mason, Sam Neill et John Rhys-Davies ;

### Musique
- 1825 : Guy Mannering, opéra-comique de Louise Bertin
- 1828 : Waverley, ouverture d'Hector Berlioz
- 1831 : Rob Roy, ouverture de Berlioz
- 1835 : Lucia di Lammermoor, opéra de Gaetano Donizetti (d'après La Fiancée de Lammermoor)
- 1840 : Le Templier, opéra d'Otto Nicolai (d'après Ivanhoé)
- 1866 : La Jolie Fille de Perth, opéra de Georges Bizet